# المسيحية في المملكة المتحدة
تُشكل المسيحية في المملكة المتحدة أكثر الديانات انتشاراً بين السكان؛ هيمنت المسيحية على الحياة الدينية في ما يعرف الآن بالمملكة المتحدة لأكثر من 1,400 سنة. على الرغم من أن الغالبية العظمى من المواطنين هم من المسيحيين وذلك حسب العديد من الدراسات الاستقصائية، إلا أنّ التردد المنتظم على الكنيسة وممارسة الشعائر الدينية في انخفاض بشكل كبير منذ منتصف القرن العشرين.
كانت المسيحية ولأمد طويل الدين الرئيسي في المملكة المتحدة، وتُعرف المملكة المتحدة بتراثها المسيحي الثقافي والغنيّ، حيث تمتلك المملكة المتحدة ثقافة بروتستانتية غنيَّة فهي مثل نظيراتها من الكنائس الأوروبية تملك مجموعة واسعة من الفنون والموسيقى المسيحيَّة، وتشرف الكنيسة البريطانيَّة على واحد من أكبر مستودعات للعمارة الدينية والفنيَّة في العالم. أدَّى نمو الإمبراطورية البريطانية وراء البحار إلى زيادة نشاط البعثات التبشيرية البريطانيَّة، حيث بشّر البريطانيين بالمسيحية في العالم الجديد وأفريقيا جنوب الصحراء وأوقيانوسيا والشرق الأقصى وكان لهم الأثر في دخول سكانها للمسيحية. وفي حين أنَّ المملكة المتحدة ككل تفتقر إلى الدين الرسمي، الأ أنَّ كنيسة إنجلترا هي الكنيسة الرسمية لإنجلترا واتخذت الملكية في المملكة المتحدة لقب «حامي الإيمان» والحاكم الأعلى لكنيسة إنجلترا، وبالتالي فإنه يحق فقط للبروتستانت التربع على العرش الملكي.
الدين الغالب والمتبع في المملكة المتحدة هو المسيحية، حيث تبيّن في احصاء عام 2011 أنّ 60% من سكان المملكة المتحدة هم مسيحيين، تُعد البروتستانتية وفق تعاليم كنيسة إنجلترا المذهب السائد في كل  من إنجلترا وويلز ويمثلون الغالبية العظمى من سكان المملكة. منذ الإصلاح البروتستانتي أصبحت المشيخية وهي كنيسة بروتستانتية تتبع اللاهوت الكالفيني؛ الكنيسة الوطنية للشعب الاسكتلندي، وهي أكبر المذاهب البروتستانتية في أيرلندا الشمالية.
تعد أيرلندا الشمالية الجزء الأكثر تدينًا في المملكة المتحدة، مع حوالي 45% من السكان يحضرون الشعائر الدينية في الكنيسة بانتظام. مقارنة بحوالي 18% من سكان اسكتلندا و14% من سكان إنجلترا و12% من سكان ويلز يحضرون الشعائر الدينية في الكنيسة بانتظام.

## تاريخ

### عصور مبكرة

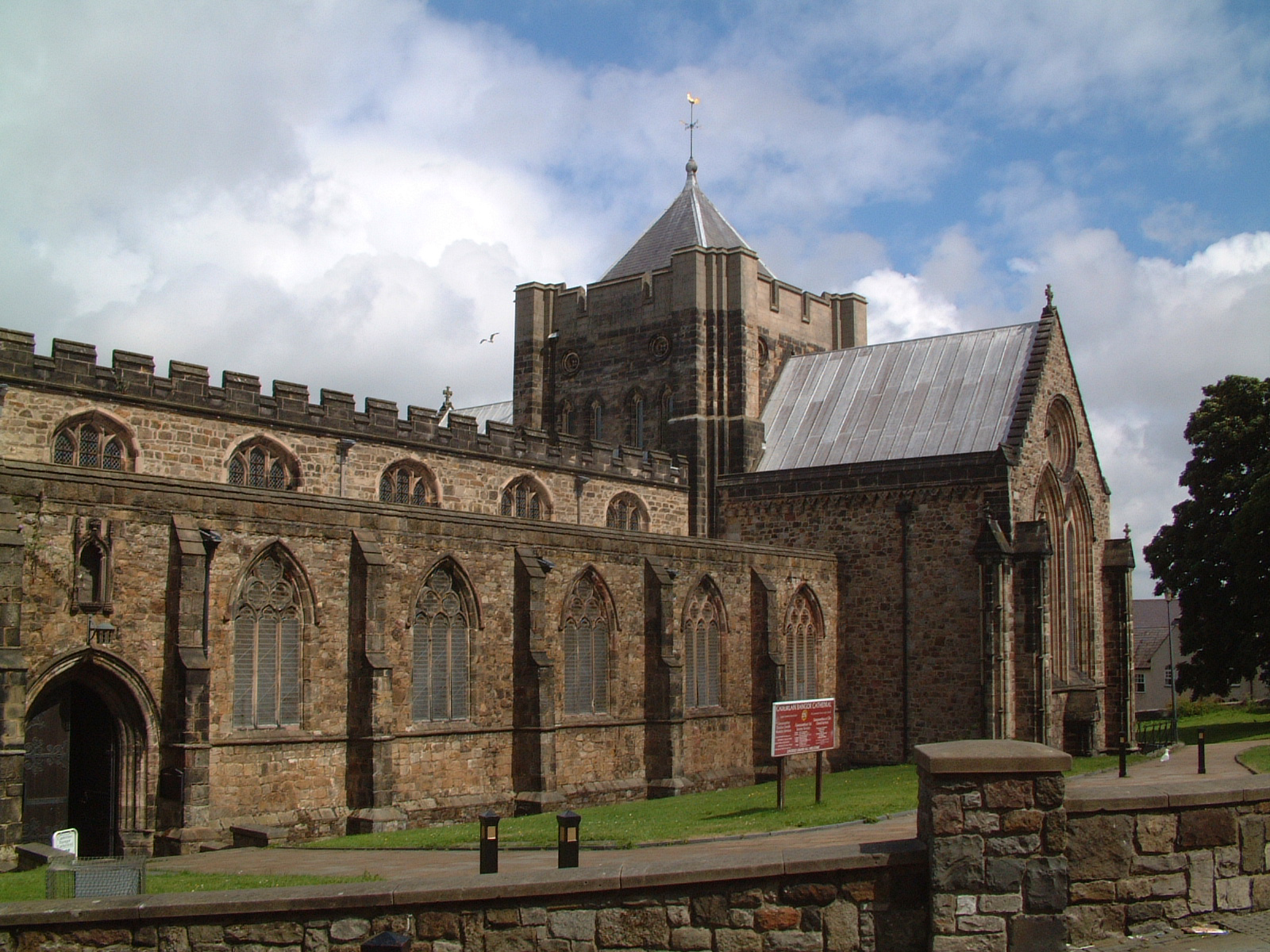
كاتدرائية بانجور في ويلز؛ يعود تاريخ تأسيسها إلى عام 525 للميلاي.

دخلت المسيحية البلاد لأول مرة عن طريق يوسف الرامي، بينما يدعي آخرون دخولها عن طريق لوسيوس البريطاني. كذلك فقد وصلت المسيحية أيرلندا على يد القديس باتريك. ويعود دخول المسيحية إلى ما هو الآن جنوب اسكتلندا خلال الإحتلال الروماني لبريطانيا. وكان انتشارها أساسًا من قبل المبشرين القادمين من أيرلندا في القرن الخامس وارتبطت مع نينيان، وكنتيجرن، وكولومبا.
في القرن الخامس بدأت حملات البعثة الهايبرنية الاسكتلندية وهي عنوان عام يطلق على سلسلة من البعثات والحملات التي بدأها مختلف رجال الدين والعلماء الأيرلنديون. لم تكن هناك بعثة كاملة منسقة، ولكن كان هناك عدة بعثات متفرقة بدأها الرهبان الغيليين من أيرلندا والساحل الغربي لما يسمى في العصر الحديث اسكتلندا، مما ساهم في انتشار المسيحية والأديرة التي أنشئت في بريطانيا وأوروبا القارية خلال العصور الوسطى. أقرب بعثة ايرلندية سجلت تعود إلى العام 563 مع تأسيس إيونا من قبل الراهب الايرلندي القديس كولومبا. وقد تم تعيين كولومبا من قبل بيدا لخدمة شعب الغال تحت حكم مملكة دالريادا وتحويل ممالك بيكتس الشمالية إلى الديانة المسيحية. على مر القرون اللاحقة تم إرسال المزيد من البعثات التي انتشرت من خلال مناطق انجلترا الأنجلوسكسونية وإمبراطورية الفرنجة. غالبًا ما ارتبطت البعثات في وقت مبكر مع ممارسا المسيحية المعروفة باسم المسيحية الكلتية أو المسيحية العشائرية، والتي تميزت عن المنظمات في جميع الأديرة بدلا من الأبرشيات، ولكن الرغبة في الحفاظ على العلاقة مع الكرسي الرسولي اضطرتهم لأخذ أشخاص تابعين للمسيحية الرومانية معهم في بعثاتهم.

### العصور الوسطى

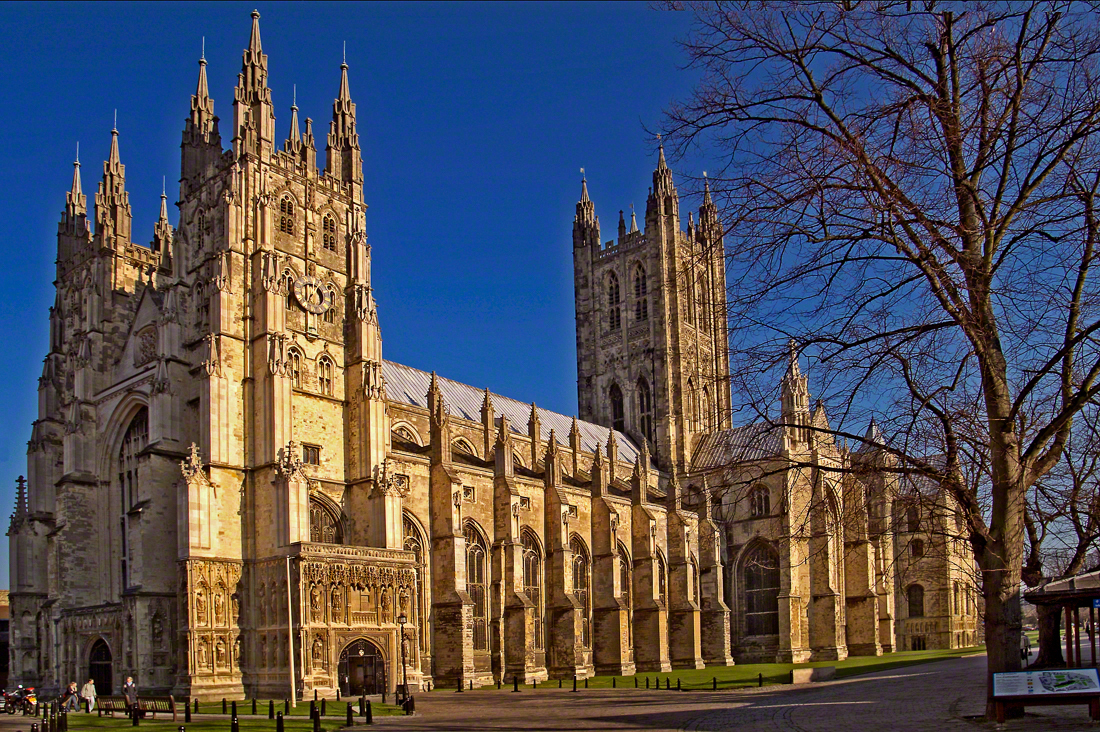
كاتدرائية كانتربري، تأسست الكاتدرائية في القرن السادس الميلادي ثم اعيد ترميمها في القرن العاشر الميلادي.

يتفق كل المؤرخين أنه بحلول القرن السابع، ظهرت مجموعة متماسكة من الممالك الأنجلوسكسونية الصغيرة المعروفة باسم «هبتاركي»، في جنوب ووسط بريطانيا، منها: نورثمبريا، مرسيا، أنجليا الشرقية، إسكس، كنت، ساسكس، وويسكس. كان الأنجلوساكسون قد قضوا على المسيحية في البلاد بعد دخولهم إليها، ولم ترجع هذه الديانة إلى البلاد إلا عن طريق أوغسطين الروماني سنة 597، وأيدان الإيرلندي. كانت مملكتا نورثمبريا ومرسيا أكثر القوى المهيمنة على الجزيرة في ذلك العهد، لكن كل ذلك تغيّر بعد فتوحات الفايكنج في شمال وشرق البلاد، حيث أصبحت المملكة الإنجليزية البارزة هي ويسكس تحت قيادة ألفريد العظيم، الذي تمكّن حفيده أثيلستان من توحيد إنجلترا في عام 977.
تم غزو إنجلترا في عام 1066 من قبل جيش بقيادة ويليام الفاتح من دوقية نورماندي، وهي إقطاعية تابعة لمملكة فرنسا. وكان وليام هذا من النورمان الذين ترجع أصولهم إلى إسكندنافيا، واستقروا في نورماندي من بضعة قرون سابقة. أدخل النورمان الإقطاعية إلى إنجلترا وأنشأوا القلاع في جميع أنحائها، وكانت اللغة المنطوقة من النخبة الارستقراطية الجديدة هي الفرنسية النورمانية، والتي كان لها تأثير كبير في تطوّر اللغة الإنجليزية. حتى قبل الفتح، عاد إدوارد المعترف من نورماندي مع البنائين الذين شيدوا دير وستمنستر عام 1042 على الطراز الروماني. ورث آل بلنتجنت العرش الإنجليزي تحت قيادة هنري الثاني وحكمت هذه الأسرة البلاد طيلة ثلاثة قرون، وينتسب إليها ملوك مشهورون، أمثال ريتشارد الأول، إدوارد الأول، إدوارد الثالث، وهنري الخامس. شهدت هذه الفترة تحسنًا في مجالي التجارة والتشريعات، فتم خلالها توقيع وثيقة ماجنا كارتا التي حدّت من سلطات الملك وحمت حقوق العامّة، وازدهرت الرهبنة الكاثوليكية، وظهر عدد من الفلاسفة، كما تأسست جامعات أوكسفورد وكامبريدج برعاية الملكية والكنيسة وبدأت كمدارس كاتدرائية. كما أصبحت إمارة ويلز إقطاعية تابعة للمملكة خلال القرن الثالث عشر، وقام البابا بوهب السيادة على إيرلندا للنظام الملكي الإنجليزي.

### عصر الإصلاح البروتستانتي

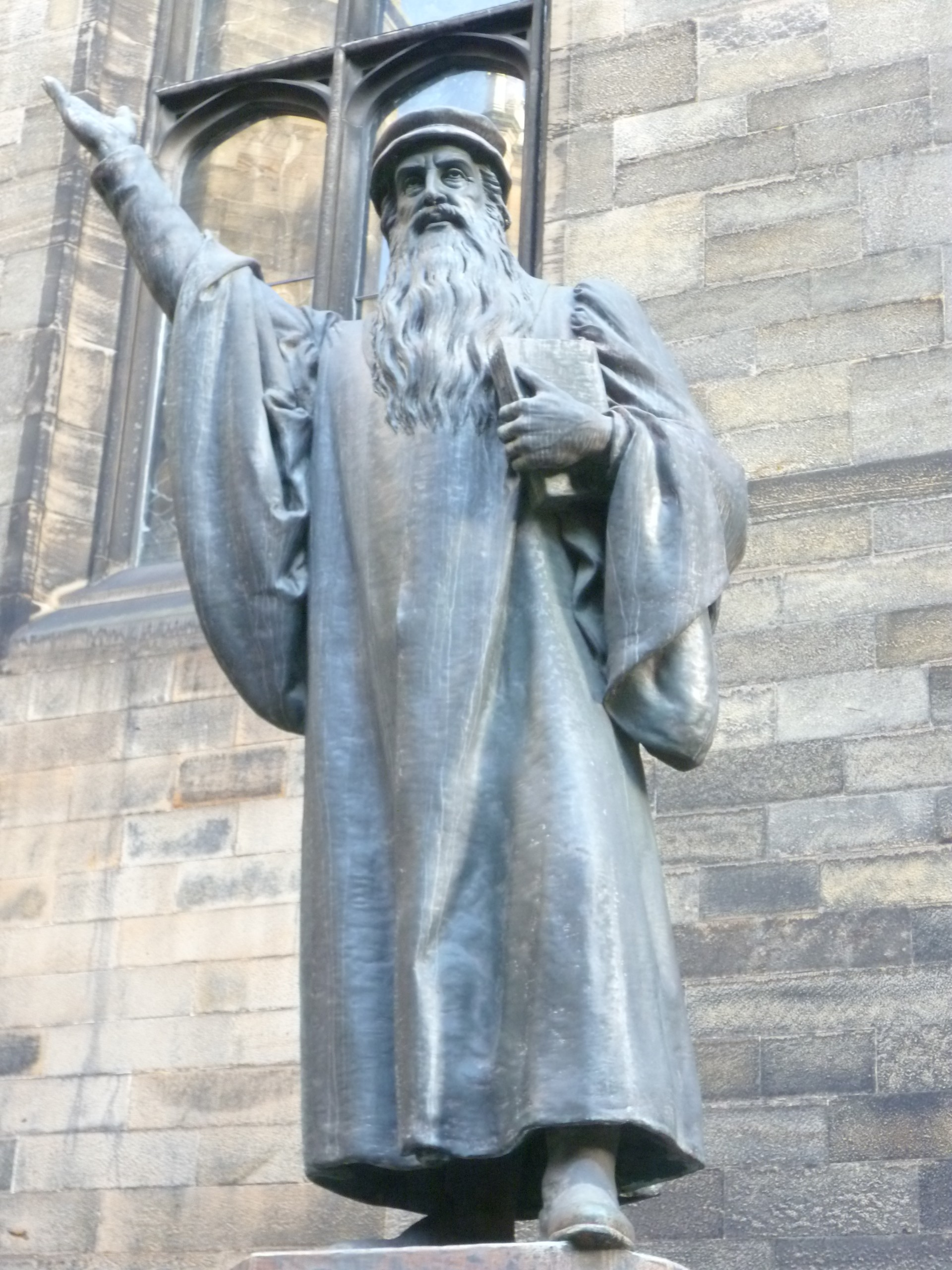
تمثال جون نوكس في أدنبرة، من أبرز المصلحين الكالفينيين الإسكتلنديين.

انفصل هنري الثامن عن الكنيسة الكاثوليكية، بسبب قضايا متعلقة بطلاقه من إحدى زوجاته، في عام 1534، ونصّب نفسه رئيسًا على كنيسة إنجلترا، وخلافًا للكثير من الانقلابات البروتستانتية الأوروبية الأخرى، فإن سبب الانفصال عن روما كان سياسيًا أكثر منه لاهوتيًا. ضمت أسرة تيودور إلى مملكتهم أرض أجدادهم أيضًا، ألا وهي ويلز، وقد تم ذلك بصورة قانونية، مع إصدار الملك قرارات عام 1535–1542. كانت هناك صراعات داخلية دينية خلال عهد بنات هنري الثامن: أنّا ماري وإليزابيث، حيث حاولت الأولى إعادة البلاد مرة أخرى إلى الكاثوليكية، في حين أن الأخيرة انفصلت عنها بقوة أشد مؤكدة تفوّق الكنيسة الأنجليكانيَّة.  بدأ جون نوكس وهو مصلح ديني قائد حركة الإصلاح البروتستانتي نشاطه عام 1542، فلم تمض خمسة سنوات حتى اعتُرف به مبشرًا ضد البابوية، فاتهمه البابا بالهرطقة وسجن مدة في فرنسا وعمل في إحدى سفن العبيد نحو سنة ونصف وذهب إلى إنجلترا بعد الإفراج عنه، وفي جينيف تم إحراق تمثال له بتهمة الهرطقة، كان جون كالفين يستشيره في أمر الكنيسة. في عام 1559 عاد نوكس إلى وطنه اسكتلندا عندما اشتد الصراع بين الكاثوليك والبروتستانت بقيادة النبلاء البروتستانت فتزعمهم وفي السنة اللاحقة أسس الكنيسة المشيخية التي ألغت سلطة البابا، مما حدا بإليزابيث الأولى ملكة إنجلترا التدخل لفرض الدين الجديد، وحل السلام بشكل نسبي حتى وصول الملكة ماري ستيوارت الكاثوليكية من فرنسا.
يُذكر أنّ من الآثار المهمة للحركة الكالفينيّة والتطهرية ظهور برجوازية جديدة والرأسمالية، وبسبب تأكيدها على حرية الفرد، فالحرية الفردية وما رافقها من نجاح في مجال الصناعة، تُعرف هذه الأفكار باسم أخلاق العمل البروتستانتية. وساهمت عوامل كثيرة في تحول المملكة المتحدة للبروتستانتية، أهمها: تراجع الإقطاع وظهور القومية، وصدور القانون العام، واختراع الطباعة وزيادة تداول الكتاب المقدس، ونقل المعارف والأفكار الجديدة بين العلماء والطبقات العليا والمتوسطة. ومع ذلك، كانت مراحل الإصلاح الإنجليزي، الذي غطى أيضًا ويلز وأيرلندا، مدفوعة بتغييرات في سياسة الحكومة، التي استوعبت تدريجيًا الرأي العام نفسه.
ومع ذلك، خلال حقبة إليزابيث الأولى ملكة إنجلترا أصدر البرلمان الإنجليزي قانونًا لترجمة الكتاب المقدس وكتب القداس إلى اللغة الويلزية عام 1563. وفي عام 1567 أكمل ويليام ساليسبري وريتشارد ديفيز وتوماس هيت أول ترجمة حديثة للعهد الجديد ولكتاب الصلاة المشتركة باللغة الويلزيَّة. ثم في عام 1588 أكمل وليام مورغان ترجمة الكتاب المقدس كله. هذه الترجمات كانت مهمة لبقاء اللغة الويلزية من خلال منحها  جعلها لغة طقسية وعبادة. وقد كان لهذا دور هام في استمرار استخدام اللغة كوسيلة للإتصال اليومي وكلغة أدبيَّة حتى يومنا هذا على الرغم من ضغوط اللغة الإنجليزية. وحدثت بعض الإنتهاكات، حيث تم منح الأساقفة من أصول إنجليزيَّة بشكل روتيني مناصب في المناطق الناطقة بالويلزيَّة على الرغم من عدم نطقهم باللغة الويلزيَّة على الإطلاق. وهذا يتعارض مع المادة الرابعة والعشرين من القانون الكنسي في كنيسة إنجلترا. وفقاً للباحث إيان برادلي، لعبت المسيحية البروتستانتية دوراً بارزاً في تطوير المنتجعات الصحيَّة البريطانية.

### الحقبة الحديثة المبكرة

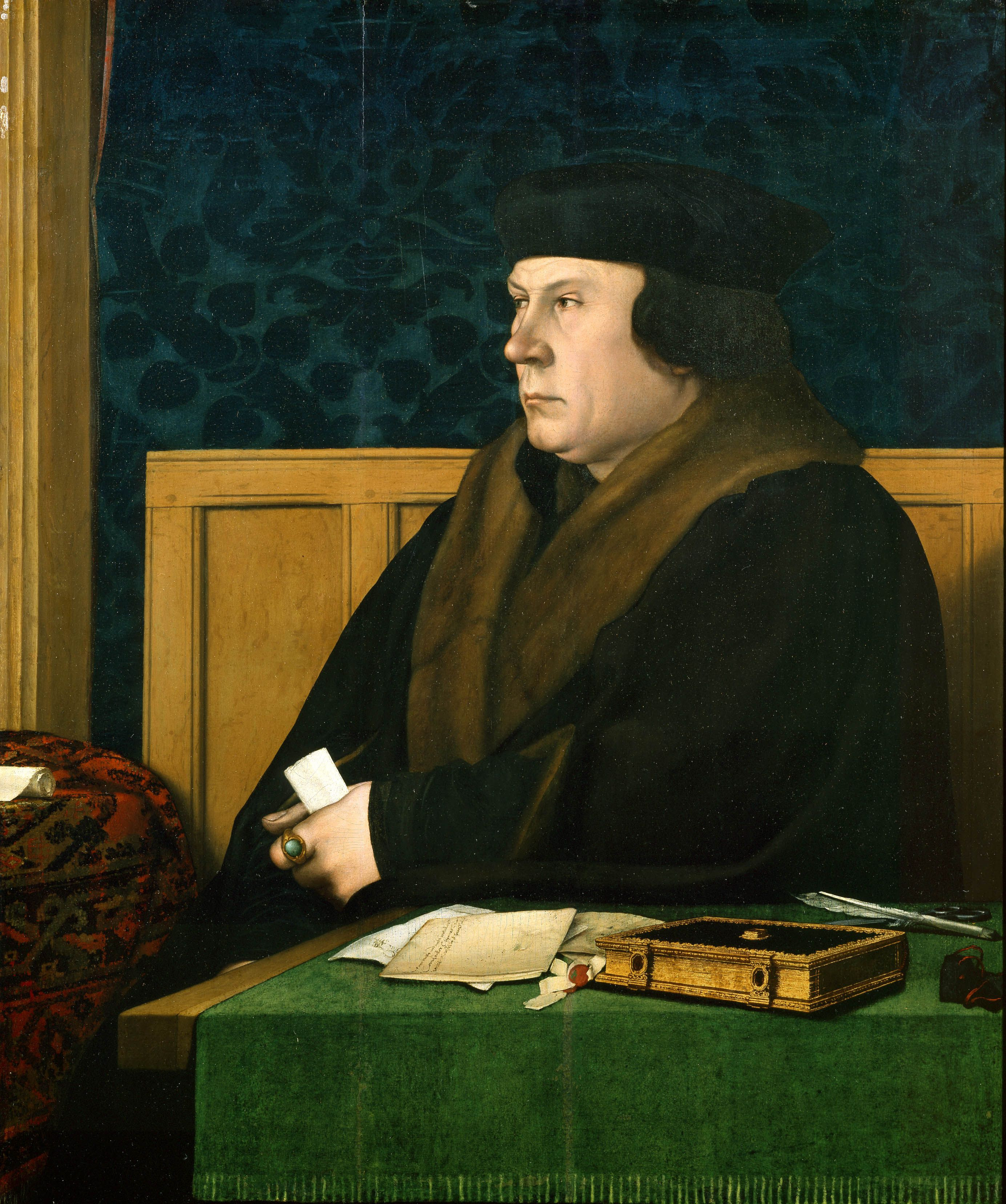
توماس كرومويل: من أبرز دعاة الإصلاح الإنجليزي.

بعد أن أصبح جيمس الأول ملكاً على إنجلترا في 1603، بعدها بقليل أرخى الملك جيمس الأول قوانين الحظر والتي تعرضت للكاثوليك والذين أطلق عليهم لقب العصاة، بالغرامات والإعتقال وحتى بالموت. ومع ذلك فإن الهياج الناتج في البرلمان أقنعه بالعدول عن قراره وقد أشعر هذا الفعل الكاثوليك بالخيانة من قبل الملك. وقد قررت مجموعة من الشباب الكاثوليك المتحمسين الإستيلاء على مقاليد الأمور وذلك عن طريق تدمير الحكومة الإنجليزية بأكملها. وعلى إثر ذلك قاموا بتهريب براميل من البارود في سراديب البرلمان، وقد استعد جاي فوكس لإشعال هذه البراميل في 5 نوفمبر 1605، عندما يجتمع الملك واللوردات والأعيان في البرلمان عند حضور الملك جيمس وتنصيب أبنته الأميرة ستيوارت. ولكن المؤامرة تم اكتشافها عن طريق الخيانة ومن ثم تم القبض على المتآمرين وإعدامهم، ودعيت الحادثة باسم مؤامرة البارود. وقام جيمس الأول بمطاردة فلول البيوريتانيين، وهم جماعة انشقت عن البروتستانت كانت لها مطالب متشددة إزاء إصلاح الكنيسة، ثم عجل في إرسالهم إلى المستعمرات الجديدة في أمريكا.
حاول جيمس الأول وتشارلز الأول، ملوك إنجلترا، استيراد هذا المبدأ وعليه نمت المخاوف بأن تشارلز الأول بصدد تأسيس حكم استبدادي، وتمخضت تلك المخاوف باندلاع الحرب الأهلية الإنجليزية. أعلن اللورد أوليفر كرومويل تطهيرية قائد قوات البرلمان، نفسه حامي الكومنولث في عام 1653، وحكم البلاد بنفسه لفترة قصيرة من الزمن. بعد وفاة كرومويل، دُعي الملك تشارلز الثاني الكاثوليكي للعودة إلى منصبه عام 1660، فقام بإصلاح النظام السياسي، فأصبح الدستور ينص على تولّي الملك والبرلمان مقاليد الحكم معًا، إلا أن ذلك لم يُعمل به بشكل كامل من الناحية العملية حتى القرن التالي، كذلك قام هذا الملك بتشجيع العلوم والفنون عبر تأسيسه الجمعية الملكية وظهر حزبان سياسيان في البرلمان - المحافظون واليمينيون. كان الأول ملكيًا في حين أن الأخير كان كلاسيكيًا ليبراليًا. على الرغم من أن حزب المحافظين أيّد في البداية الملك الكاثوليكي جيمس الثاني، ولكن بعضًا منهم وقف جنبًا إلى جنب مع اليمينيين، وعزلوه في ثورة سنة 1688، ودعوا الأمير الهولندي وليام الثالث ليصبح ملكًا. بعض الإنجليز، لا سيما في الشمال كانوا يعاقبة وواصلوا دعم جيمس وأبنائه. بعد موافقة برلمانات إنجلترا واسكتلندا على حد سواء، انضم البلدان في اتحاد سياسي، فولدت مملكة بريطانيا العظمى في عام 1707. وفي سبيل استيعاب الوحدة، فإن بعض المؤسسات المهمة، مثل المؤسسة القانونية والكنيسة الوطنية لكل من الدولتين، ظلت منفصلة. بعد الحرب الأهلية الإنكليزية حظر الحكام الجدد الاحتفال بعيد الميلاد عام 1647، غير أنه وتزامنًا مع العيد وقعت أعمال شغب عديدة في مناطق مختلفة من انكلترا وصدرت عدة كتب دفاعًا عن العيد إلى أن ألغي الحظر عام 1660؛ أيضًا ففي اسكتلندا ألغي الاحتفال بعيد الميلاد عام 1640 ورغم عودة الاحتفالات تدريجيًا فلم تعد المناسبة عطلة رسمية في اسكتلندا حتى 1958.
استنادًا إلى روبرت ميرتون فإن العلاقة بين الانتماء الديني والاهتمام بالعلم هو نتيجة لتضافر كبير بين القيم البروتستانتية وتلك في العلوم الحديثة. وقد شجعت القيم البروتستانتية على البحث العلمي من خلال السماح بالعلم لتحديد تأثير الله على العالم، وبالتالي يتم تقديم مبررات دينية لأغراض البحث العلمي.
وتاريخيًا فالبروتستانتية لم تدخل في صراع مع العلم. وكان روبرت ميرتون قد أسند نظريته بسبب كون أغلب العلماء في الجمعية الملكية وهي من المؤسسات العلمية المرموقة من البروتستانت. 
وبحسب أطروحة روبرت ميرتون ساهم أيضًا عدد من أتباع الحركات البروتستانتية التطهيرية (أو البيوريتانيَّة) والتقويَّة في الإستقلالية الفكرية وتوفير الأدوات الفكرية والقيم الهامة للعلم. وكمثال على ذلك، تحدت حركة التقويَّة العقيدة الأرثوذكسيَّة عن طريق وسائل صيغ جديدة: أكتسبت المجلات الدورية اكتسبت أهمية مقابل الأطروحة الواحدة، وحل النقاش التنافسي محل الجدل التقليدي، والذي الذي حاول الحصول على المعارف الجديدة بدلاً من الدفاع عن الأطروحة الأرثوذكسية. وهو جزء من تأثير حركة التقوية التي أدت إلى الحداثة.

### العصور الحديثة

#### العصر الجورجي

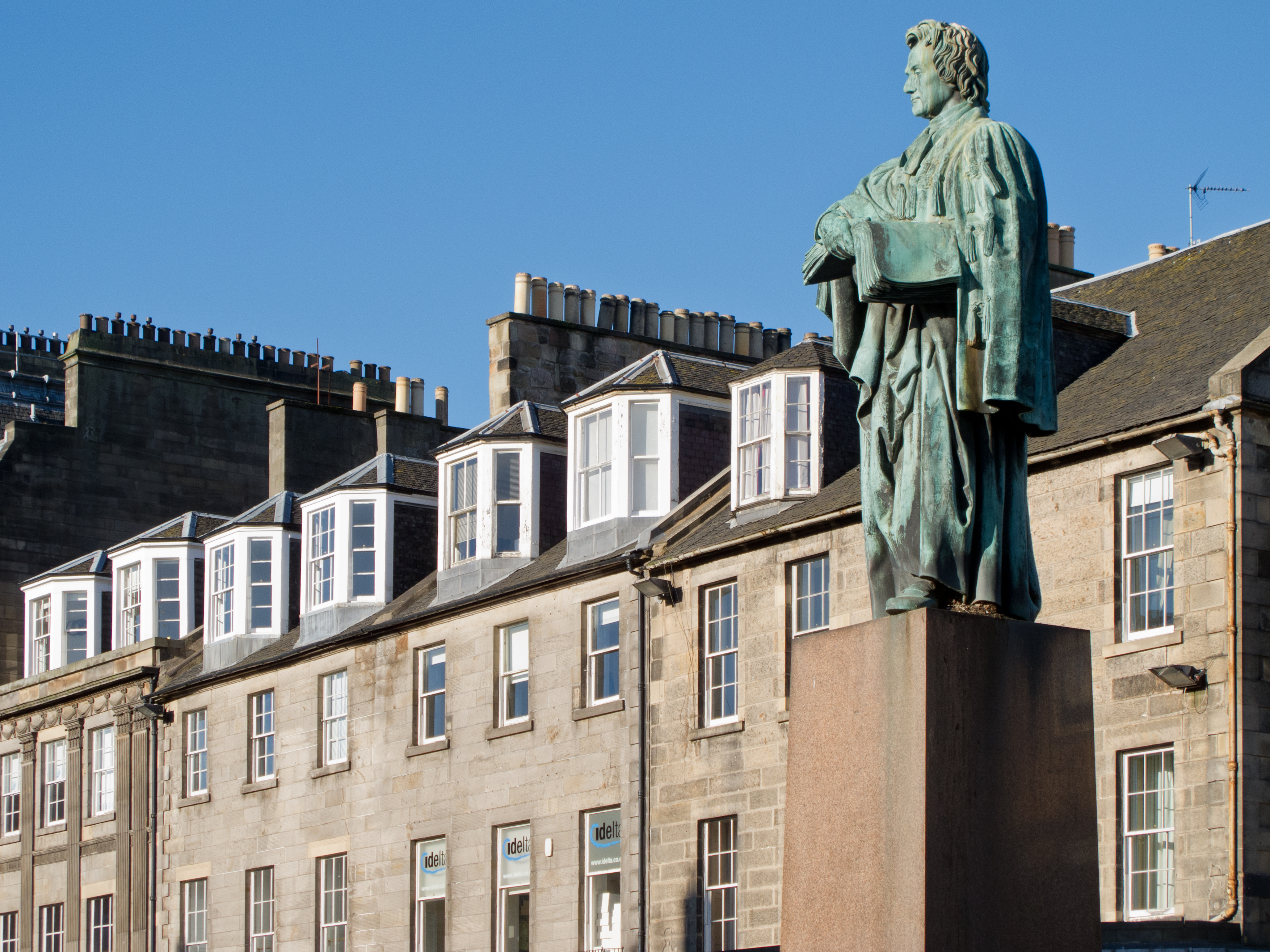
تمثال توماس شالمرز في أدنبرة.

خلال الثورة الصناعية تبنّت عدد من الحركات المسيحية البريطانية نشر والتوعية عن النظافة الشخصية وذلك من خلال عقيدة النظافة من الإيمان، ومنها حركات الإنجيل الإجتماعي التي ظهرت داخل الكنائس البروتستانتية، ولعلّ أبرز هذه الحركات «جيش الخلاص» الذي شكَّله الزوجين وليم وكاثرين بوث، وقد كان لهم دور في نشر والتوعية عن النظافة الشخصية ونقلًا عن كتاب الصحة والطب في التعاليم الانجيلية، كان أحد شعاراتهم الأبكر: «الصابون، الحساء، والخلاص». فضلًا عن تشديدهم على الاستحمام خاصةً عشية يوم السبت ويوم الأحد تحضيرًا للقداس وتقديمهم وإنتاج منتجات خاصة بالنظافة الشخصيّة.
شهد أواخر القرن الثامن عشر  في اسكتلندا بدايات صراع حول قضايا الحكومة والرعاية، ولكنه عكس أيضًا تقسيم أوسع بين الإنجيليين والحزب المعتدل. في عام 1733 أدى الانفصال الأول إلى إنشاء سلسلة من الكنائس الإنفصالية، والثانية في 1761 إلى تأسيس كنيسة الإغاثة المستقلة. اكتسبت هذه الكنائس قوة خلال حركة الصحوة الإنجيلية في القرن الثامن عشر في وقت لاحق.  وظل اختراق المرتفعات والجزر محدودًا. واستكملت جهود كيرك من قبل المبشرين من سيك. وبدءًا من عام 1834، انتهى «صراع العشر سنوات» بالإنشقاق عن كنيسة اسكتلندا كيرك، بقيادة الدكتور توماس شالمرز، المعروف باسم الإضطراب الكبير الذي حدث في عام 1843. وشكل ما يقرب من ثلث رجال الدين، وخاصًة من الشمال والمرتفعات، طائفة كنائس اسكتلندا الحرة. ونمت الكنائس الحرة الإنجيليَّة بسرعة في المرتفعات والجزر. في أواخر القرن التاسع عشر، أدت النقاشات الكبرى بين الكالفينيين الأصوليين واللاهوتيين الليبراليين إلى انقسام آخر في الكنيسة الحرة حيث انفصل الكالفينيون المتشددون لتشكيل الكنيسة المشيخية الحرة في عام 1893. شكلت أفكار توماس شالمرز ركيزة في رؤية المجموعة الإنفصالية. وشددت على الرؤية الاجتماعية في احياء والحفاظ على التقاليد الإسكتلنديَّة المجتمعية في وقت من الضغط على النسيج اللإجتماعي للبلاد. كانت مجتمعات تشالمرز المثالية الصغيرة القائمة على المساواة، والقائمة على كيرك، والمكتفية ذاتيًا والتي اعترفت بالفردية لأعضائها والحاجة إلى التعاون. كما أثرت هذه الرؤية على الكنائس المشيخية السائدة، وبحلول عقد 1870 تم استيعابها من قبل كنيسة اسكتلندا. وأثبتت مبادئ تشالمرز أن الكنيسة تهتم بمشاكل المجتمع الحضري، وأنها تمثل محاولة حقيقية للتغلب على التجزؤ الإجتماعي الذي حدث في المدن الصناعية والمدن.
كان للطوائف البروتستانتيَّة غير الأنجليكانيَّة تأثير كبير في ويلز منذ القرن الثامن عشر إلى القرن العشرين. كانت حركة الإحياء الميثودية الويلزية في القرن الثامن عشر واحدة من أهم الحركات الدينية والإجتماعيَّة في تاريخ ويلز. بدأ الإحياء داخل كنيسة إنجلترا في ويلز وبقيت في البداية كمجموعة داخلها، لكن إحياء ويلز اختلف عن الإحياء الميثودي في إنجلترا حيث كان لاهوتها كالفينيًا بدلاً من الأرمنيانيَّة. بنى الميثاليين الويلزيين تدريجيًا شبكاتهم الخاصة، وهياكلهم، وحتى بيوت التقاءهم، والتي أدت في نهاية المطاف إلى انفصالهم عام 1811 وإنشاء الكنيسة المشيخية الميثودية الكلفينية في ويلز في عام 1823. وكان لحركة الإحياء الميثودية الويلزية تأثير أيضًا على الكنائس المعارضة والتي ضمت الكنيسة المعمدانية والتي شهدت بدورها أيضًا ظاهرة النمو والتجديد. ونتيجة لذلك، وبحلول منتصف القرن التاسع عشر، كانت ويلز في الغالب بروتستانتي غير أنجليكاني.

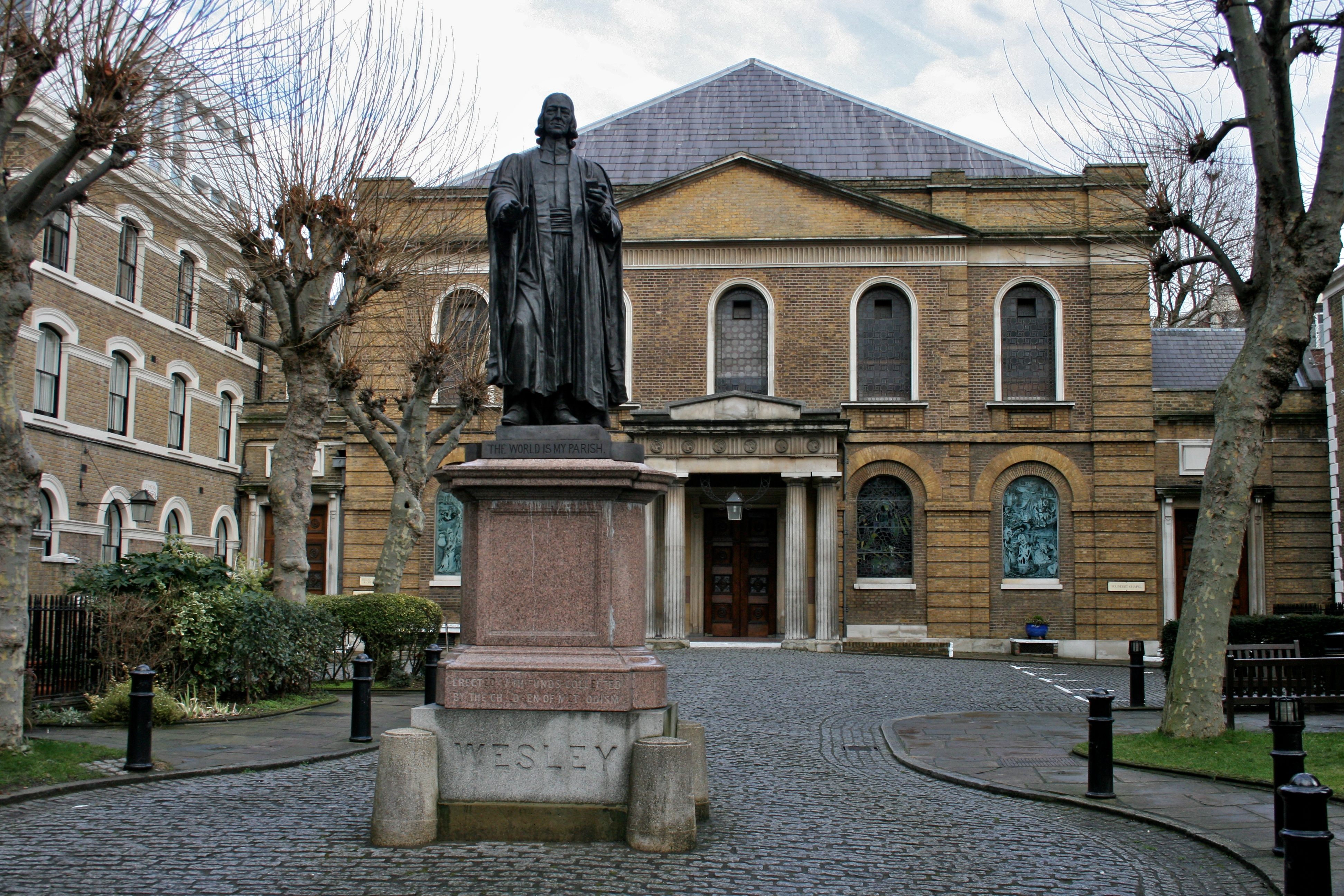
ميدان جون ويزلي في لندن، ترك جون ويزلي مؤسس الكنيسة الميثودية تأثيرًا على الموسيقى والعظات الدينيَّة والطب الوقائي.

اكتسبت الحركة الإنجيلية داخل وخارج كنيسة إنجلترا قوة في أواخر القرن الثامن عشر وأوائل القرن التاسع عشر. تحدت الحركة الإحساس الديني التقليدي الذي أكد على نظام الشرف للطبقة العليا، والسلوك المناسب لأي شخص آخر، جنبًا إلى جنب مع مراعاة الطقوس. دعا جون ويزلي (1703-1791) وأتباعه إلى إحياء الدين، محاولين دعوة الأفراد إلى بناء علاقة شخصية مع يسوع من خلال قراءة الكتاب المقدس، والصلاة المنتظمة، وخاصةً من تجربة الإحياء. وعظ ويزلي حوالي 52,000 مرة، داعيًا الرجال والنساء «لإستغلال الوقت» وإنقاذ أرواحهم. قام جون ويزلي جنبًا إلى جنب شقيقه تشارلز ويزلي، بتأسيس الحركة الميثودية. وكانت الحركة قد بدأت عندما تولى ويزلي الوعظ في الهواء الطلق بطريقة مماثلة لجورج وايتفيلد. ولكن على النقيض من الكالفيني جورج وايتفيلد، اعتنق ويسلي لاهوت الأرميني الذي يتعلق بمسألة الخلاص وفقًا للاهوت الأرميني (نسبة إلى جاكوب أرمينيوس) والقائل بإمكانية خلاص كل إنسان، مناقضة بذلك عقيدة الاختيار المسبق في للكالفينية. وأصبح ويزلي أبرز أعلام الصحوة الإنجيلية في بريطانيا في القرن الثامن عشر وشاركت أسرة ويزلي وسلالته في نشر وتأسيس المذهب الميثودي. عمل ويزلي دائمًا داخل كنيسة إنجلترا، ولكن عند وفاته، أنشأ أتباعه مؤسسات خارجية أصبحت تعرف فيما بعد باسم الكنيسة الميثودية. وبالإضافة إلى الكنائس المنشقة التقليدية مثل الكنيسة المشيخية والأبرشانيَّة والمعمدانية وتوحيدية والكويكرز. ومع ذلك، كانت الكنائس غير الملتزمة أقل تأثراً بالنهضة الروحية المسيحية.
ظلّت كنيسة إنجلترا مهيمنة، لكنها احتوت طائفة أنجليكانية إحيائية هي «الكنيسة الدنيا». كان أبرز زعمائها الدينيين أمثال ويليام ويلبرفورس وهاناه مور. وصلت معتقدات تلك الكنيسة إلى الطبقة العليا من المجتمع على يد طائفة كلافام. لم تسعَ الكنيسة الدنيا إلى إجراء إصلاح سياسي، بل استغلت الفرصة لإنقاذ الأرواح عن طريق العمل السياسي، فعملت مثلاً على تحرير العبيد وإلغاء ممارسة  المبارزة ومنع تعنيف الأطفال والحيوانات وإيقاف المقامرة وتجنب الممارسات السيئة والعبث في أيام السبت، فكان أعضاؤها يقرأون الإنجيل كل يوم. لم يتحدَّ الإنجليكان البنية الهرمية للمجتمع الإنجليزي، ففي نظرهم، خلق الله جميع الأرواح سواسية، لكنه لم يخلق الأجساد كذلك. ذكر آر. جاي. موريس في مقالة له من عام 1983 بعنوان «المجتمعات الطوعية والنخبة الحضرية البريطانية، 1780–1850» أن بريطانيا حظيت بمجتمعٍ مستقرٍ في القرن الثامن عشر، فكان أصحاب المال والسلطة الأيديولوجية قادرين على حماية سلطتهم بطريقة فعالة وديناميكية. لكن بعد مرور عشرين عاماً منذ سنة 1780، تحطمت تلك البنية الجماعية. أوضحت المؤرخة ليزا وود في كتابها «أنماط الأدب: المرأة، النزعة المحافظة، والرواية بعد الثورة الفرنسية» أن الطبقة الحاكمة استغلّت الأنجيليكانية الإنجيلية ووظفتها أداةً للهيمنة الاجتماعية، مخففين من السخط العام تجاه الأنجيليكانية، ودورها في تدشين الثورة الفرنسية. بالرغم من ذلك، احتوت الأنجليكانية في جوهرها على بذور التغيير وتحدّي التدرّج الهرمي الطبقي والجندري.
في بداية القرن التاسع عشر ظهرت طائفة كلافام وهي مجموعة من الإصلاحيين الإجتماعيين في كنيسة إنجلترا ومقرهم في كلافام في لندن، وكان أعضاء مجموعة كلافام من أهم الأنجليكانيين الإنجيليين البارزين والأثرياء الذين شاركوا في الآراء السياسية والاجتماعية المشتركة فيما يتعلق بالتحرير من العبودية، وإلغاء تجارة الرقيق وإصلاح نظام العقوبات، من بين أمور أخرى، وعملوا بشدّة نحو تحقيق هذه الغايات على مدار سنوات عديدة، مدفوعين بإيمانهم المسيحي واهتمامهم بالعدالة الاجتماعية والإنصاف للجميع. وكان من ويليام ويلبرفورس وهنري ثورنتون، الزعيمان الأكثر نفوذاً في الطائفة. يُنسب إلى جماعة كلافام دورًا هامًا في تطوير الأخلاق الفيكتورية، من خلال كتاباتهم ومجتمعاتهم وتأثيرهم في البرلمان ومثالهم في الأعمال الخيرية والحملات الأخلاقية، لا سيما ضد العبودية.

#### العصر الفيكتوري

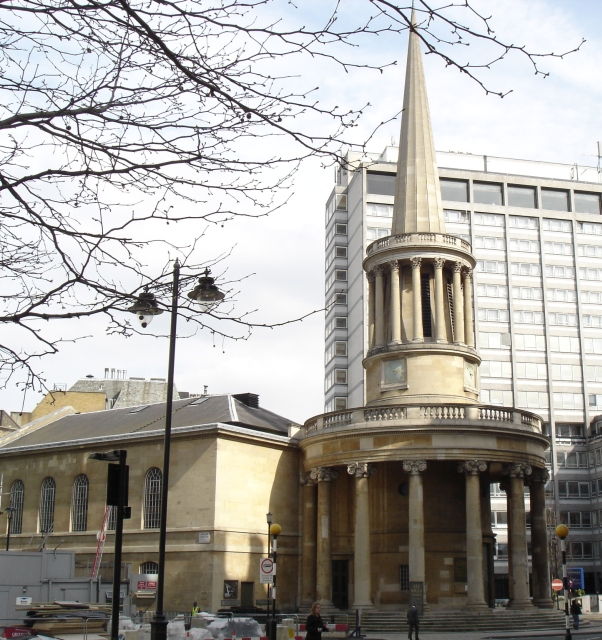
كنيسة جميع الأموات في لندن: طورت الطوائف الإنجيلية خلال العصر الفيكتوري معايير أخلاقية عالية.

كانت السمة الأساسية خلال العصر الفيكتوري الإصلاح والتحسين، بما في ذلك كل من الشخصية الفردية والمجتمع. ارتبط الإصلاح الروحي ارتباطًا وثيقًا بالمسيحية الإنجيلية، بما في ذلك طوائف مثل الميثوديين والمعمدانيين والتوحيديين والكويكرز والعنصر الإنجيلي أو الكنيسة السفلى في كنيسة إنجلترا. بدءًا من حركة التحرير من العبودية في التسعينيات من القرن التاسع عشر، طوّر الأخلاقيون الإنجيليون أساليب فعالة للغاية لتعزيز القيم الأخلاقية بين جميع أفراد الأسرة، والوصول إلى الجمهور بشكل عام من خلال الخطب والدعاية المكثفة والمنظمة جيدًا. وركزوا على إثارة إثارة شخصية ضد الشرور الاجتماعية وضد «الخطايا الجنسيَّة» (العلاقات الجنسية قبل الزواج والمثلية الجنسية والزنا) وسوء السلوك الشخصي. وكان الدين ساحة معركة خلال هذه الحقبة، حيث قاتل غير المتشددون بمرارة ضد إمتيازات والوضع القائم لكنيسة إنجلترا والكنيسة العليا، وخاصةً فيما يتعلق بالتعليم والوصول إلى الجامعات والمكاتب العامة. تمت إزالة العقوبات على الرومان الكاثوليك في الغالب. أعاد الفاتيكان الأساقفة الإنجليز الكاثوليك في عام 1850، وخلال حقبة 1850 ازدادت أعداد من خلال التحويلات والهجرة الكاثوليكيَّة من جزيرة أيرلندا. على الرغم من ذلك استمرت مثل أعمال الشغب في بعض الأحيان وخاصةً تلك التي تحركها معاداة الكاثوليكية. كانت حركة أكسفورد قد بدأ نشاطها أيضًا في هذا الوقت تقريبًا، والتي من شأنها جذب المتحولين الجدد إلى الكنيسة الكاثوليكية؛ من بين هؤلاء كان الشاعر والفيلسوف جون هنري نيومان. نمت العلمانية والشكوك حول دقة العهد القديم مع اكتساب النظرة العلمية بسرعة بين الأفضل تعليماً. يجادل والتر إي هوتون، «ربما كان أهم تطور في التاريخ الفكري للقرن التاسع عشر هو امتداد الافتراضات والأساليب العلمية من العالم المادي إلى حياة الإنسان بأكملها». وكانت جامعة أوكسفورد وجامعة كامبريدج تطلب من الطلاب الساعين الدراسة فيها الإلتزام بالبيانات التاريخية المحددة لعقائد وممارسات كنيسة إنجلترا، وأسقطت هذه القوانين لاحقاً في عام 1850. ولعب المشيخيين والمسيحيين التوحيديين أدوارًا رئيسية في تأسيس جامعات جديدة في أواخر القرن التاسع عشر منها جامعة فيكتوريا في مانشستر وجامعة برمنغهام وجامعة ليفربول وجامعة ليدز.
خلال منتصف القرن التاسع عشر، كانت هناك عقليتان دينيتان متميزتان بين الأكاديميين البريطانيين. كانت المدرسة البريطانية الشمالية محافظة دينياً وتعمل تجارياً بفضل تأثير الكنيسة المشيخية والكالفينية. لعب باحثو المدرسة الإنجليزية الشمالية والاسكتلندية دورًا رئيسيًا في تطوير الديناميكا الحرارية، والتي كانت مدفوعة بالرغبة في تصميم محركات أكثر كفاءة من أي وقت مضى. على النقيض من ذلك، في المدرسة الجنوبية، كانت العقليات الأنجليكانية واللاأدرية وحتى الإلحاد أكثر شيوعًا. شجع الأكاديميون، مثل عالم الأحياء توماس هكسلي، على «المذهب الطبيعي العلمي». أدَّى نمو الإمبراطورية البريطانية وراء البحار خلال العصر الفيكتوري إلى زيادة نشاط البعثات التبشيرية البريطانيَّة، حيث بشّر البريطانيين بالمسيحية في العالم الجديد وأفريقيا جنوب الصحراء وأوقيانوسيا والشرق الأقصى والهند وكان لهم الأثر في دخول العديد من سكانها للمسيحية.
في أوائل القرن التاسع عشر، ساهمت عدد من الروايات في إعادة شعبية عيد الميلاد مثل كتب تشارلز ديكنز وروايته «ترنيمة الميلاد» (بالإنجليزية: Christmas's carol) والتي حققت شهرة واسعة وساعدت في إحياء «الروح» لعيد الميلاد. خلال القرن التاسع عشر، أخذ العيد يأخذ إلى جانب طابعه الديني طابع أنه عيد الأسرة كمؤسسة واحدة متضامنة، وحسن النية والرحمة والكرم سيما مع ترسيخ الظواهر الاجتماعية للعيد، كالاجتماعات العائلية وتناول عشاء عيد الميلاد والرقص وسماع الموسيقى والألعاب وتزيين المنازل والساحات العامة، علمًا أن عادة وضع الشجرة قد اشتهرت خلال هذه الفترة بعد أن قامت فيكتوريا ملكة المملكة المتحدة بنصبها في البلاط الملكي؛ كما أثارت صورة العائلة المالكة مع شجرة عيد الميلاد في قصر وندسور ضجة كبيرة حين نشرت الصورة في الصحف الإنكليزية والعالمية عام 1848.

#### العصر الإدواردي

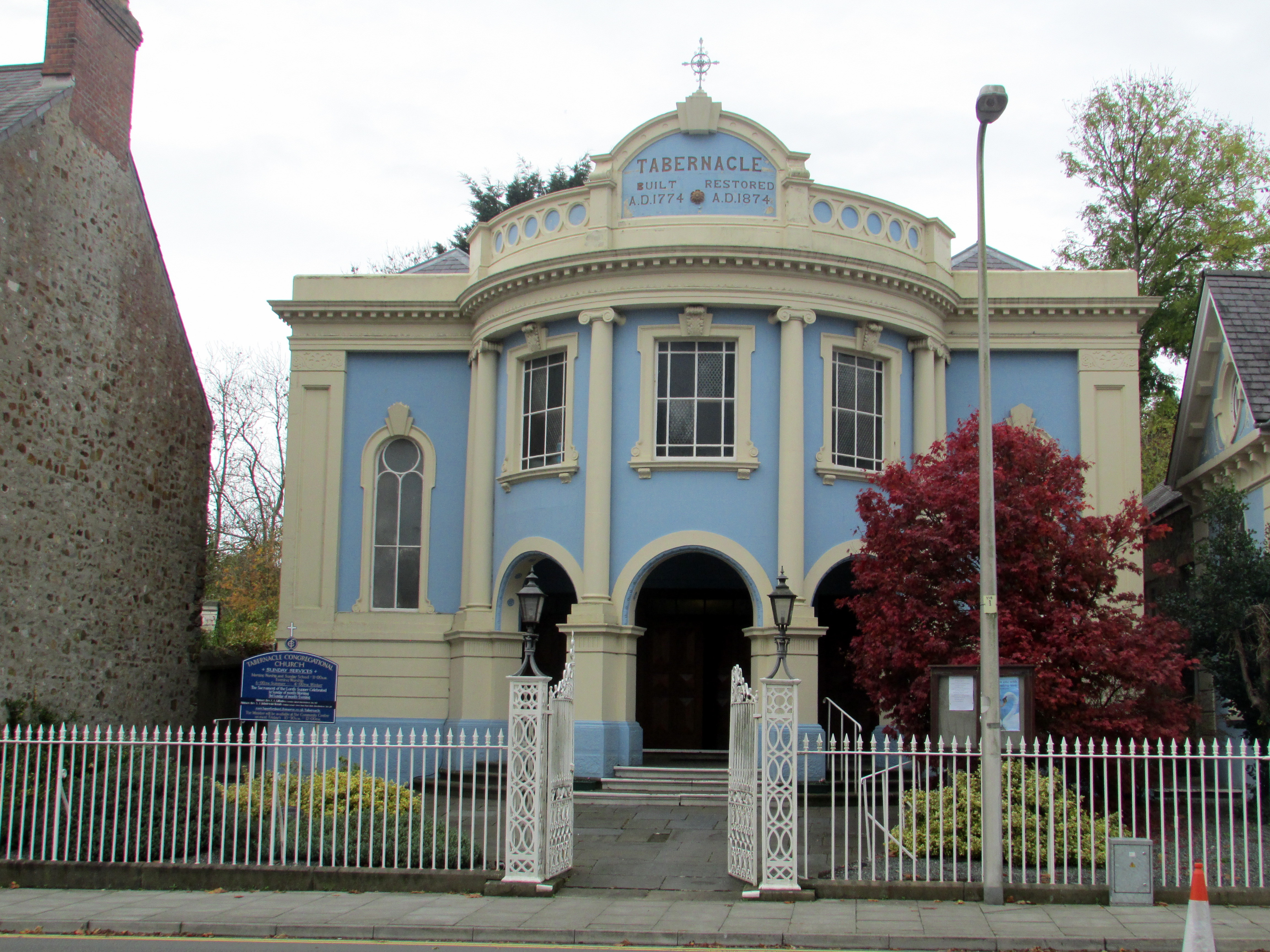
كنيسة في بلدة هافرفوردويست بويلز، تعود إلى فترة النهضة الويلزيَّة.

خلال العصر الإدواردي كان المُحافظين الحزب السياسي المهيمن من عام 1990 حتى عام 1906، وكان للحزب العديد من نقاط القوة، وكانت له قاعدة قيادية قوية بين الطبقة الأرستقراطية بالإضافة إلى الدعم القوي من كنيسة إنجلترا. بالقابل كانت الطوائف البروتستانتية خارج حظيرة كنيسة إنجلترا عنصراً قوياً في الحزب الليبرالي، وعارضت سيطرة كنيسة الدولة على التعليم والضرائب. علاوة على ذلك ضم  الحزب الليبرالي على عدد من المفكرين الكاثوليك. في العصر الإدواردي كانت النساء نشطات للغاية في شؤون الكنيسة، بما في ذلك التردد على الكنائس، والتعليم في مدارس الأحد، وجمع الأموال، والرعاية الرعوية، والعمل الاجتماعي ودعم الأنشطة التبشيرية الدولية. لكن تم استبعادهم تقريبًا بالكامل من جميع الأدوار القيادية تقريبًا. وأدانت الكنيسة الإجهاض باعتباره فعلاً غير أخلاقي وشكلًا من أشكال التمرد ضد الدور الذي يُتوقع من النساء القيام به.
ظل النشاط التبشيري قوياً بين اليهود حتى بداية القرن العشرين، واختارت العديد من العائلات اليهودية التحول إلى المسيحية من أجل الاندماج في المجتمع العلماني. وتبعت فترة في المملكة المتحدة عندما انضمت العديد من العائلات السفاردية الرئيسية بما في ذلك آل بيرنالز، وفرتادوس، وريكاردوس، وديسرايليس، ولوبيز وأوتزيليس إلى الكنيسة المسيحية. وكانت حركة الإحياء الديني والتي تعرف باسم النهضة الويلزيَّة بين السنوات 1904 وحوالي 1905 أكبر حركات الإحياء المسيحية على نطاق واسع في ويلز في القرن العشرين. ويعتقد أن ما لا يقل عن 100,000 شخص أصبحوا مسيحيين خلال فترة الإحياء بين السنوات 1904 وحوالي 1905. ونص قانون الكنيسة الويلزيَّة لعام 1914 على فصل الأبرشيات الواقعة تحت سلطة كنيسة إنجلترا في ويلز ليتم تأسيس كنيسة ويلز الأنجليكانية، ودخل القانون حيز التنفيذ في عام 1920. ومنذ ذلك الحين لم تعد تملك ويلز كنيسة رسميَّة. في عام 2008، رفضت الكنيسة الأنجليكانية في ويلز اقتراح السماح للمرأة بأن تصبح أسقف.

#### بريطانيا ما بين الحربين
بينما كانت كنيسة إنجلترا مُرتبطة تاريخيًا بالطبقات العليا، ومع طبقة النبلاء الريفية، كان ويليام تمبل (1881-1944) عالمًا لاهوتيًا غزير الإنتاج وناشطًا اجتماعيًا، وكان يُبشر بالاشتراكية المسيحية. وشغل منصب أسقف لمانشستر ويورك، وفي عام 1942 أصبح رئيس أساقفة كانتربري. وكان تمبل قد دعا إلى عضوية واسعة وشاملة في كنيسة إنجلترا كوسيلة لمواصلة وتوسيع مكانة الكنيسة ككنيسة رسمية. كان تمبل منزعجًا من الدرجة العالية من العداء في الداخل، وبين الجماعات الدينية الرائدة في بريطانيا. في عقد 1930 روج للحركة المسكونية، وعمل على إقامة علاقات أفضل مع غير الملتزمين، واليهود والكاثوليك، وتمكن من التغلب على تحيزه المناهض للكاثوليكية. وشهدت هذه الفترة تراجع في أشكال التدين، وكان أحد جوانب الانخفاض طويل الأمد في التدين هو أن البروتستانت أبدوا اهتمامًا أقل بإرسال أطفالهم إلى المدارس الدينية. في البلديات عبر إنجلترا، خاضت معارك شرسة بين أتباع الكنائس غير المتلزمة والأنجليكان والكاثوليك، وكان لكل منها أنظمة مدرسية خاصة بها مدعومة بالضرائب إلى جانب المدارس العلمانية ودافعي الضرائب. واستمرت بريطانيا في اعتبار نفسها على أنها دولة مسيحية. كان هناك عدد قليل من الملحدين أو غير المؤمنين، ولكن على عكس القارة الأوروبية، لم تكن هناك حركة مناهضة لرجال الدين جديرة بالملاحظة. وواظب حوالي ثلث السكان أو أكثر على الصلاة يومياً، واستخدمت الغالبية العظمى خدمات الكنيسة الرسمية للاحتفال بالولادة والزواج والوفاة. كانت الغالبية العظمى تؤمن بالله والسماء، على الرغم من انخفاض الإيمان بالجحيم بعد كل وفيات الحرب العالمية. بعد عام 1918، أوقفت خدمات كنيسة إنجلترا عمليًا كل نقاش حول الجحيم.
تغيرت معايير الأخلاق في بريطانيا بشكل كبير بعد الحروب العالمية، في اتجاه مزيد من الحرية الشخصية، وخاصةً في الأمور الجنسية. حاولت الكنيسة التمسك بالخط المحافظ والدعوة إلى المحافظة على الأخلاق، وكانت مهتمة بشكل خاص بإيقاف الاتجاه السريع نحو الطلاق. في عام 1935، أعادت التأكيد على أنه «لا يجوز بأي حال من الأحوال أن يتزوج الرجال أو النساء المسيحيين مرة أخرى خلال حياة الزوجة أو الزوج، ولا يمكن الزواج من مطلث أو مطلقة». بعد شهور من حكم إدوارد الثامن ملك المملكة المتحدة، حدثت أزمة دستورية بسبب اقتراحه الزواج من واليس سمبسون، وهي أمريكية طلقت زوجها الأول وكانت تسعى للطلاق من زوجها الثاني. اعتبر رئيس أساقفة كانتربري، كوزمو لانغ، أن الملك، بصفته رئيسًا لكنيسة إنجلترا، لا يمكنه الزواج من مطلقة. واعترض رئيس الوزراء ستانلي بلدوين بشدة خطوة الزواج من مطلقة، مُشيرًا إلى أنه «على الرغم من حقيقة أن المعايير الأخلاقية أصبحت منخفضة منذ الحرب، إلا أنها تدفع الناس فقط إلى توقع مستوى أعلى من ملكهم»، وكذلك عارض الخطوة حزب المحافظين (بإسثناء ونستون تشرشل) وحزب العمال ورؤساء وزراء الكومنولث. لذلك أُجبر الملك إدوارد الثامن على التنازل عن العرش عام 1936 عندما أصر على الزواج من مطلقة أمريكية. على الرغم من أن الرأي العام منحه دعمًا كبيرًا، إلا أن رأي النخبة كان معاديًا للخطوة، وقد تم إجباره عمليًا على النفي. انتقد رئيس الأساقفة كوزمو لانغ الملك في بث إذاعي، وألقى باللوم على الدوائر الاجتماعية من الطبقة العليا التي يتردد عليها إدوارد.

#### حقبة ما بعد الحرب العالمية

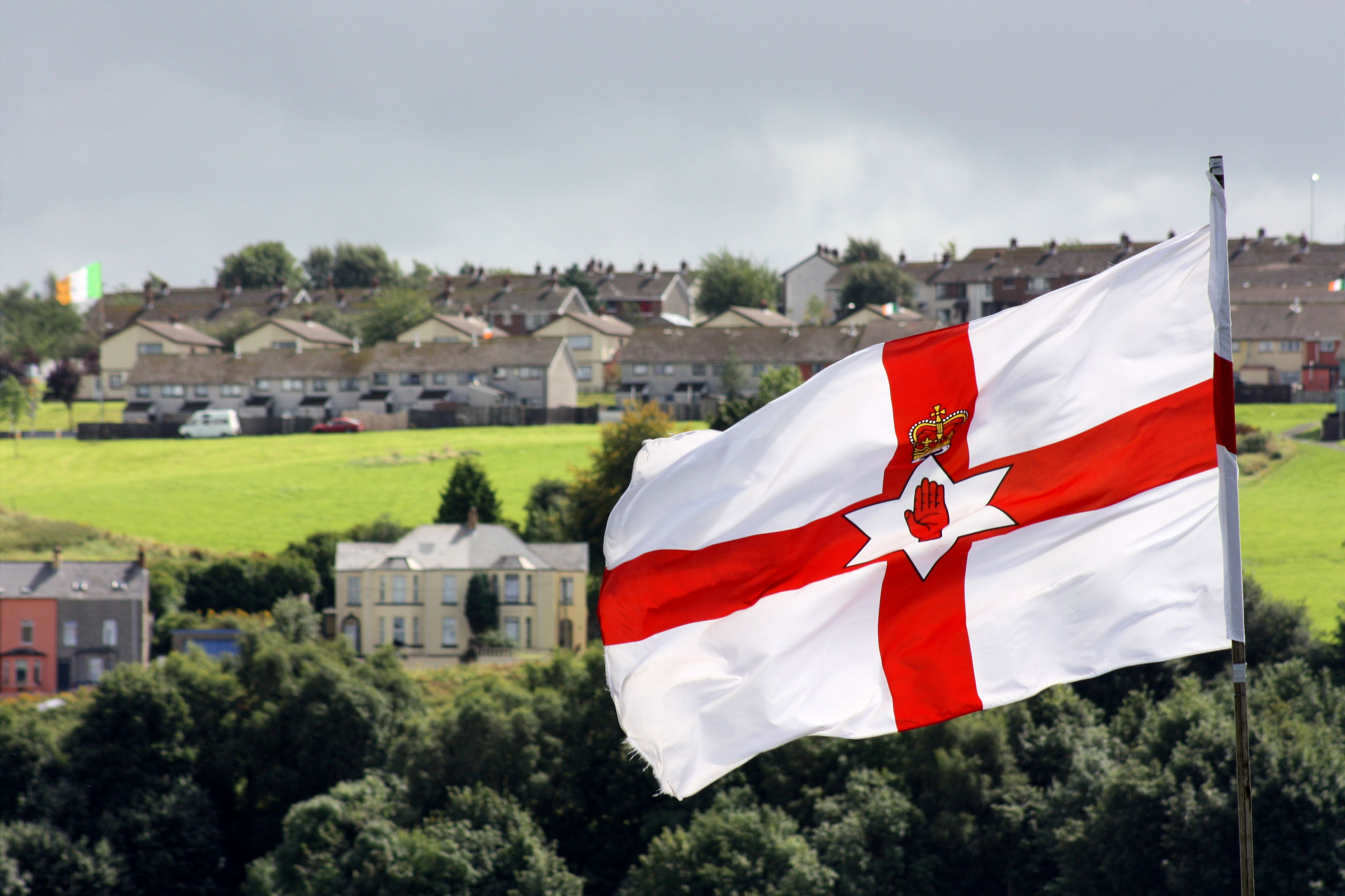
علم بروتستانت أولستر الإتحاديين والموالين للتاج البريطاني. ارتبط العلم تاريخيًا مع أيرلندا تحت الحكم البريطاني، والتي تجلت في الهيمنة البروتستانتية على المجالات السياسيَّة والإقتصاديَّة والإجتماعيَّة.

في أواخر الأربعينيات من القرن العشرين، كانت بريطانيا لا تزال دولة مسيحية، مع تقوية تدينها بتجربة الحرب. وجد بيتر فورستر أنه في الإجابة على استطلاعات الرأي، ذكر البريطانيون اعتقادًا سائدًا في حقيقة المسيحية، واحترامًا كبيرًا لها، وارتباطًا قويًا بينها وبين السلوك الأخلاقي. جادل بيتر هينيسي بأن المواقف الراسخة لم تتوقف عن التغيير؛ بحلول منتصف القرن «كانت بريطانيا لا تزال دولة مسيحية فقط بمعنى مواقف غامض، وكان الاعتقاد عمومًا مجرد قشرة متبقية أكثر من نواة الاقتناع». وبحسب كينيث إو. مورغان «شعرت الكنائس، الأنجليكانية، وبشكل خاص الكنائس غير الملتزمة، بضغوط انخفاض الأعداد والتحديات العلمانية ... حتى يوم السبت الرتيب في ويلز واسكتلندا كان تحت بعض التهديد، مع الضغط لفتح دور السينما في ويلز وملاعب الجولف في اسكتلندا».
ظلت إيرلندا الشمالية لسنوات عديدة موضع صراع عنيف ومرير بين الإيرلنديين الكاثوليك المنادين في الاستقلال والإنضمام إلى جمهورية أيرلندا والاتحاديين الموالين للتاج البريطاني الذين يعتبرون أنفسهم بريطانيين وهم من البروتستانت في الغالب، واتخذ هذا الصراع أشكالاً عديدة منها ما كان موسمياً يظهر في فترات الاحتفال بالأعياد الدينية الخاصة بالكاثوليك والبروتستانت. في أواخر العام 1960 أخذت رابطة الحقوق المدنية على عاتقها مواجهة التمييز الطائفي، لتبدأ المظاهرات في بعض المدن ثم تصل في نهاية المطاف إلى العاصمة بلفاست في العام 1968، ليأخذ النزاع يأخذ منحىً أكثر عنفًا تمثل في تشكيل مجموعات قتالية، وتأسيس مليشيات مسلحة مارست التفجيرات والإغتيالات، في يوم الأحد من الثلاثين من يناير عام 1972 مذبحة دامية في ديري سميت باسم الأحد الدامي، حيث قتل فيه 14 شخص من المدنيين العزل ضمن حشد من المتظاهرين كانوا يتظاهرون ضد قانون الإعتقال الإحترازي الذي قررت السلطات البريطانية تطبيقه على الناشطين الأيرلنديين، دون تمييز بين متهم أو بريء. والذي حدث هو أن قوات المشاة من الجيش البريطاني فتحت النار على المتظاهرين وأردت 14 مواطنا أعزل ومن بينهم فتيان صغار. وأشعلت تلك الحادثة الوضع المتوتر في أيرلندا الشمالية. بعد قرابة ثلاثة عقود من الحرب الأهلية، نجحت أيرلندا الشمالية في تجاوز الإقتتال الأهلي وتم توقيع اتفاقية الجمعة الحزينة سنة 1998 لإحلال السلام بين كل الأطراف المتنازعة، وعلى رأسها بريطانيا وجمهورية أيرلندا والأحزاب والمجموعات المسلحة في إيرلندا الشمالية برعاية الولايات المتحدة. ووضعت الإتفافية حدًا للصراع الذي استمر إلى أكثر من 25 سنة.

#### الوضع الراهن

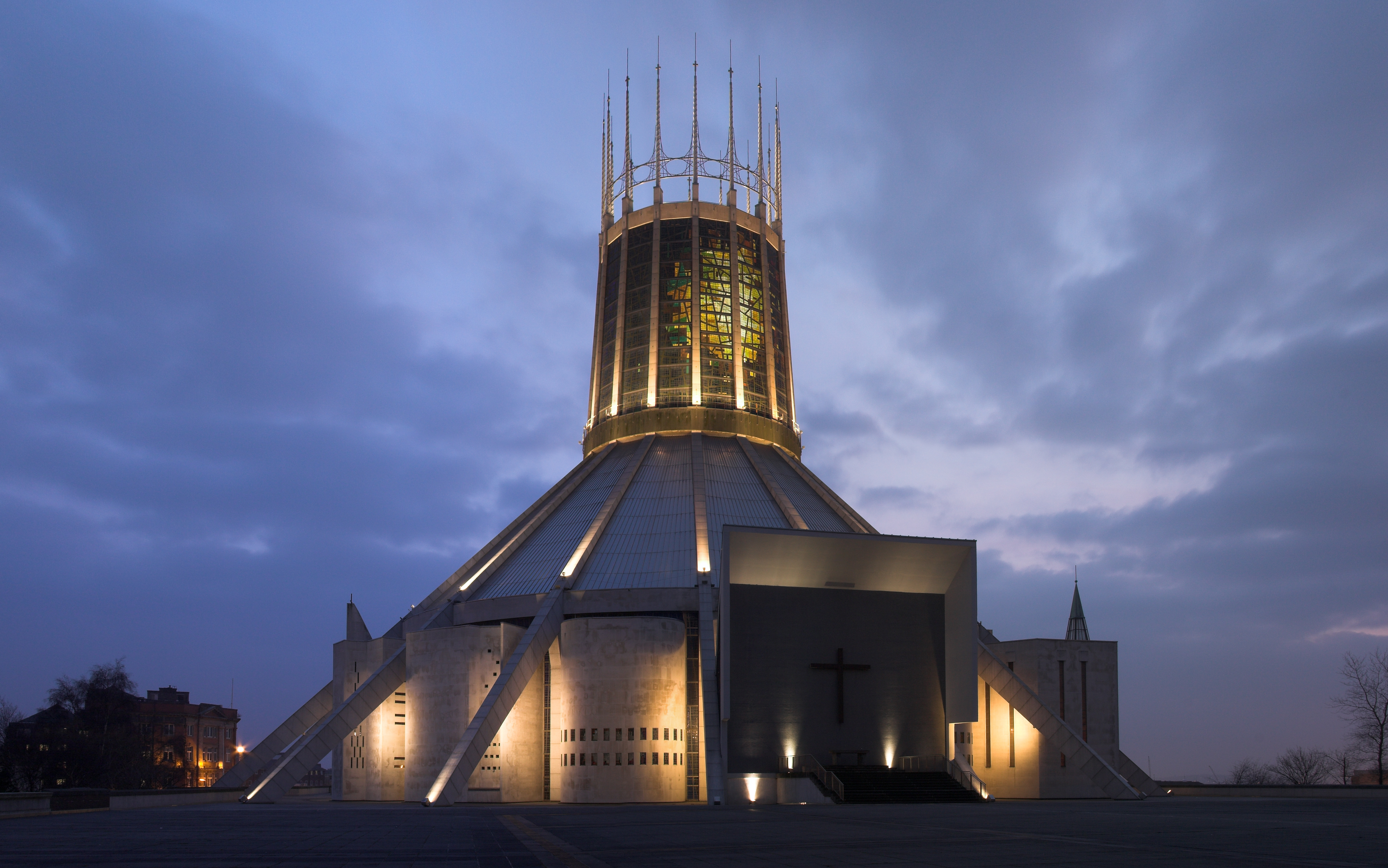
كاتدرائية متروبوليتان الكاثوليكية ليفيربول.

شهد المجتمع البريطاني منذ عام 1960 تغييرات جذرية حيث أدت الثورة الجنسية في مايو 1968 إلى تغييرات أخلاقية في المجتمع البريطاني، وأبتعد المجتمع البريطاني الذي كان محافظًا على القيم والأخلاق المسيحيَّة المتعلقة بالزواج والجنس. وتقف المسيحية بشكل عام اليوم في المملكة المتحدة، بوجه الإجهاض، الموت الرحيم وزواج المثليين جنسيًا، ما يجعلها من أكبر المؤسسات المدافعة عن الثقافة التقليدية والأخلاق التقليدية في المجتمع، أما عن أبرز مشاكل الكنيسة فإن تراجع عدد المنخرطين في سلك الكهنوت ونسبة المداومين على حضور الطقوس يعتبران من أكبر المشاكل؛ وعلى الرغم من الإنخفاض في نسب المداومين على حضور القداس لا تزال المسيحية هي أكبر ديانة في المملكة المتحدة وبلغت نسبتهم حسب التعداد السكاني لعام 2011 حوالي 59.5%. أفاد بريان هاريسون أن قوى العلمنة نمت بسرعة، وبحلول التسعينيات من القرن العشرين كانت بريطانيا مجتمعًا علمانيًا بشكل غير عادي وفقًا لمعايير أوروبا الغربية.
على الجانب الآخر صمدت الكاثوليكية وذلك بفضل الهجرة من أيرلندا في البداية ثم من بولندا، وأشار تقرير في عام 2017 أن عدداً أكبر بكثير من الشباب في بريطانيا هم من المسيحيين مما كان يعتقد من قبل، وأن الآلاف منهم يتحولون إلى المسيحية بعد زيارة مبنى الكنيسة، وأن التردد على الكنائس بين المراهقين في تزايد، ويتحول واحد من كل ستة شباب إلى المسيحية بعد زيارة مبنى الكنيسة. وبحسب الدراسة فإن 21% من الشباب البريطاني يقول أنه من أتباع يسوع الناشطين. وأشار مصدر أنّ المسيحية في المملكة المتحدة ليست ميتة لكن أصبحت أكثر تنوعًا بسبب الهجرة من الدول المسيحية، وعبر جميع الطوائف هناك نمو في أعداد المسيحيين من خلفيات متنوعة، من المتحولين الإيرانيين إلى الإنجيليين السريلانكيين، إلى جانب الزيادة في الكنائس الديناميكية الشابة، وذلك على الرغم من تراجع الانتماء للكنائس في أوروبا. ووفقاً لتقرير في سنة 2017 نشرته صحيفة ديلي تلغراف أن الإنخفاض في الأنجليكانية قد تباطأ بفضل «عودة النزعة الوطنية والاعتزاز بالمسيحية»، وقال الأكاديمي ستيفن بولفانت إن النمو في أعداد الأشخاص غير المتدينين قد تباطأ وأن أعداد أتباع الكنيسة الأنجليكانية شهدت ارتفاعًا طفيفًا منذ عام 2013.

## ديموغرافيا

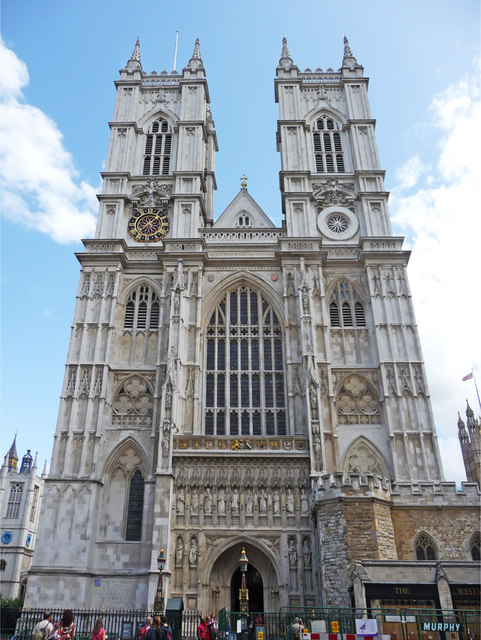
كنيسة وستمنستر تستخدم لتتويج ملوك بريطانيا.

في احصاء عام 2001 تبيّن أنّ 71% من سكان المملكة المتحدة هم مسيحيين، يتبعه 15% من الملحدين واللادينيين، و2.8% مسلمين. وحسب مسح أجرته مؤسسة تيرفند في عام 2007 أظهرت فقط واحد من كل عشرة بريطانيين يحضرون الكنيسة أسبوعيًا. وعلى الرغم من أن المسيحيين يمثلون 71% من سكان المملكة المتحدة، إلا أن المجتمع البريطاني متعدد الأديان، يسعى دائما لتعزيز مبادئ التسامح والانسجام الديني، حيث تمارس بحرية كاملة شعائر جميع المعتقدات الأخرى.
أظهرت إحصائية تعود لعام 2011 أن حوالي 82.3% من سكان أيرلندا الشمالية من المسيحيين. وتبلغ نسبة المسيحيين اليوم من الإنجليز حوالي 72%. وأكثر الكنائس اتباعًا في الوقت الحاضر هي الأنجليكانية، وحوالي 71.9% من سكان ويلز يصفون أنفسهم بأنهم مسيحيون وذلك في تعداد السكان عام 2001. وتعد المسيحية هي أكبر ديانة في اسكتلندا ويعتنقها 67% من السكان وذلك حسب الإحصاء السكاني عام 2001. وفقًا للتعداد السكاني عام 2001 كانت الغالبية العظمى من المسيحيين من البيض (97%)، وتمثل هذه المجموعة ما يقرب من 40 مليون شخص. على الرغم من أن نسبة السود لا تتعدى 2% من مجموع السكان المسيحيين، الا أن 71% من السود في المملكة المتحدة مسيحيين (815,000)، وكذلك نصف (52% أو 353,000) من مجموعة العرقيات المختلطة. رافق تدفق المهاجرين الأفارقة الكاريبيين إلى المملكة المتحدة ظهور ممارسات دينية أكثر تنوعاً، وأصبحت موسيقى الغوسبل تلعب دوراً في الحياة الثقافية البريطانية، حيث لعب البريطانيين الكاريبيين دورًا رئيسيًا في تأسيس جوقات الغوسبل البريطانية.
تؤثر صياغة السؤال على نتائج الاستطلاعات كما هو واضح عند مقارنة نتائج التعداد الإسكتلندي بنتيجة التعداد الإنجليزي والويلزي. طرح استطلاع للرأي أجرته مؤسسة ICM التابعة لصحيفة الغارديان في عام 2006 السؤال «ما هو الدين الذي تنتمي إليه؟» وأجاب 64% بأنه «مسيحي» وقال 26% بأنه «لا شيء». في الاستطلاع نفسه، قال 63% أنهم ليسوا متدينين مقابل 33% فقط يدعون أنهم كذلك. يشير هذا إلى أن سكان المملكة المتحدة المتدينين يعرّفون أنفسهم بأن لديهم معتقدات مسيحية، لكن ربما ليس من «رواد الكنيسة» النشطين.
وفقًا لدراسة المؤمنون في المسيح من خلفية مسلمة: إحصاء عالمي وهي دراسة أجريت من قبل جامعة سانت ماري الأمريكيّة في تكساس سنة 2015 وجدت أن عدد المسلمين في المملكة المتحدة المتحولين للديانة المسيحية (الغالبية من أصول باكستانية وإيرانية) يبلغ حوالي 25,000 شخص.

### التركيبة المذهبية
على الرغم من عدم وجود بيانات على مستوى المملكة المتحدة في تعداد عام 2001 أو عام 2011 بشأن التركيبة المذهبية للمسيحيين، نظراً لأنها لا تُطلب إلا في التعدادات الاسكتلندية وفي تعدادات أيرلندا الشمالية، لكن باستخدام نفس المبدأ المطبق في تعداد 2001. أظهر استطلاع أجراه معهد ايبسوس موري في نهاية عام 2008 واستندت إلى عينة قوية علمياً، أنَّ حوالي 47% من سكان إنجلترا وويلز منتسبين إلى كنيسة إنجلترا، والتي هي أيضاً دين الدولة، وكان حوالي 9.6% من أتباع الكنيسة الرومانية الكاثوليكية وحوالي 8.7% مسيحيين من أتباع طوائف آخرى. إلا أن منظمة CERI قدّرت في عام 2005 أن 62% من المسيحيين هم أتباع الكنيسة الإنجليكانية، و13.5% رومان كاثوليك، و6% أتباغ الكنيسة المشيخية، و3.4% أتباع الميثودية مع عدد قليل من الطوائف البروتستانتية الأخرى أو الكنائس الأرثوذكسية. وأشار مسح المواقف الاجتماعية البريطانية لعام 2009، والذي غطي بريطانيا العظمى ولم يتم حسبان سكان أيرلندا الشمالية، إلى أن أكثر من 50% يصنفون أنفسهم على أنهم غير متدينين على الإطلاق، وحوالي 19.9% كانوا جزءًا من كنيسة إنجلترا، وحوالي 9.3% مسيحيون بلا طائفة، وحوالي 8.6% كاثوليك، وحوالي 2.2% مشيخيون أو كنيسة اسكتلندا، وحوالي 1.3% من أتباع الكنيسة الميثودية، وحوالي 0.53% من أتباع الكنيسة المعمدانية، وحوالي 1.17% بروتستانت آخرين، وحوالي 0.23% من أتباع الكنيسة الأبرشانية، وحوالي 0.06% من أتباع الكنائس المشيخية الحرة.

### حسب الدول
| الديانة (2001)     | إنجلترا    | إنجلترا | ويلز      | ويلز  | إنجلترا وويلز | إنجلترا وويلز | اسكتلندا  | اسكتلندا | بريطانيا العظمى | بريطانيا العظمى | أيرلندا الشمالية | أيرلندا الشمالية | المملكة المتحدة | المملكة المتحدة |
| الديانة (2001)     | تعداد      | %       | تعداد     | %     | تعداد         | %             | تعداد     | %        | تعداد           | %               | تعداد            | %                | تعداد           | %               |
| ------------------ | ---------- | ------- | --------- | ----- | ------------- | ------------- | --------- | -------- | --------------- | --------------- | ---------------- | ---------------- | --------------- | --------------- |
| مسيحية             | 35,251,244 | 71.7    | 2,087,242 | 71.9  | 37,338,486    | 71.8          | 3,294,545 | 65.1     | 40,633,031      | 71.2            | 1,446,386        | 85.8             | 42,079,417      | 71.6            |
| إسلام              | 1,524,887  | 3.1     | 21,739    | 0.7   | 1,546,626     | 3.0           | 42,557    | 0.8      | 1,589,183       | 2.8             | 1,943            | 0.12             | 1,591,126       | 2.7             |
| هندوسية            | 546,982    | 1.1     | 5,439     | 0.2   | 552,421       | 1.1           | 5,564     | 0.1      | 557,985         | 1.0             | 825              | 0.05             | 558,810         | 1.0             |
| سيخية              | 327,343    | 0.7     | 2,015     | 0.1   | 329,358       | 0.6           | 6,572     | 0.1      | 335,930         | 0.6             | 219              | 0.0              | 336,149         | 0.6             |
| يهودية             | 257,671    | 0.5     | 2,256     | 0.1   | 259,927       | 0.5           | 6,448     | 0.1      | 266,375         | 0.5             | 365              | 0.0              | 266,740         | 0.5             |
| بوذية              | 139,046    | 0.3     | 5,407     | 0.2   | 144,453       | 0.3           | 6,830     | 0.1      | 151,283         | 0.3             | 533              | 0.0              | 151,816         | 0.3             |
| أديان أخرى         | 143,811    | 0.3     | 6,909     | 0.2   | 150,720       | 0.3           | 26,974    | 0.5      | 177,694         | 0.3             | 1,143            | 0.1              | 178,837         | 0.3             |
| لادينية            | 7,171,332  | 14.6    | 537,935   | 18.5  | 7,709,267     | 14.8          | 1,394,460 | 27.6     | 9,103,727       | 15.9            | 233,853          | 13.9             | 13,626,299      | 23.2            |
| لم يعلن عن الديانة | 3,776,515  | 7.7     | 234,143   | 8.1   | 4,010,658     | 7.7           | 278,061   | 5.5      | 4,288,719       | 7.5             | 233,853          | 13.9             | 13,626,299      | 23.2            |
| مجمل السكان        | 49,138,831 | 100.0   | 2,903,085 | 100.0 | 52,041,916    | 100.0         | 5,062,011 | 100.0    | 57,103,927      | 100.0           | 1,685,267        | 100.0            | 58,789,194      | 100.0           |

### حسب أكبر المدن
| الديانة (2001)     | لندن | مانشستر | إدنبرة | غلاسكو | كارديف | بلفاست |
| الديانة (2001)     | %    | %       | %      | %      | %      | %      |
| ------------------ | ---- | ------- | ------ | ------ | ------ | ------ |
| مسيحية             | 58.2 | 66.4    | 62.4   | 65.0   | 67.0   | 85.4   |
| إسلام              | 8.5  | 9.1     | 2.9    | 3.1    | 3.7    | 2.1    |
| لادينية            | 15.8 | 16.0    | 28.3   | 22.7   | 18.8   | 6.6    |
| أديان أخرى         | 8.8  | 1.6     | 6.4    | 1.4    | 1.9    | -      |
| لم يعلن عن الديانة | 8.7  | 6.9     | -      | 7.8    | 8.6    | -      |

### حسب المجموعة العرقية
القائمة التالية تستعرض معطيات من تعداد السكان عام 2001:
| المجموعة العرقية          | تعداد المسيحيون | نسبة المسيحيون |
| ------------------------- | --------------- | -------------- |
| بيض                       | 39,625,104      | 75.5%          |
| بيض بريطانيون             | 38,137,157      | 75.7%          |
| بيض أيرلنديون             | 592,218         | 85.6%          |
| بيض آخرون                 | 895,729         | 62.9%          |
| العرقيات المختلطة         | 352,616         | 52.3%          |
| آسيويون بريطانيون         | 95,267          | 4.0%           |
| هنود بريطانيون            | 52,128          | 4.9%           |
| باكستانيون بريطانيون      | 8,394           | 1.1%           |
| بنغلاديشيون بريطانيون     | 1,471           | 0.5%           |
| آسيويون آخرون             | 33,319          | 1.1%           |
| سود بريطانيون             | 815,204         | 71.0%          |
| كاربيون بريطانيون         | 417,053         | 73.7%          |
| بريطانيون أفارقة          | 333,530         | 68.8%          |
| سود آخرون                 | 64,621          | 66.4%          |
| صينيون وجماعات عرقية أخرى | 126,620         | 26.7%          |
| صينيون بريطانيون          | 51,387          | 21.1%          |
| جماعات عرقية أخرى         | 75,233          | 32.8%          |

### الوضع الحالي

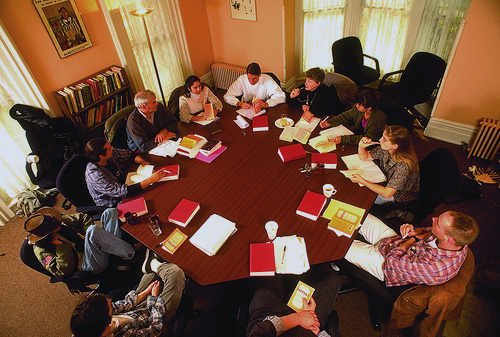
مجموعة من المسيحيين تقوم بدراسة الكتاب المقدس.

وجدت دراسة قامت بها مركز بيو للأبحاث عام 2018 أنَّ حوالي 73% من البريطانيين قالوا أنهم مسيحيين وبحسب الدراسة تأتي البروتستانتيَّة بمقدمة الطوائف المسيحيَّة مع حوالي 53% من السكان يليهم الكاثوليك مع حوالي 19% من السكان، وأعتبر حوالي 55% أنفسهم مسيحيين إسميين وحوالي 18% قال أنه  يُداوم على حضور القداس. عمومًا حصل حوالي 82% من مجمل البريطانيين على سر المعمودية، وقال حوالي 79% أنه تربى على التقاليد المسيحيَّة، بالمجمل قال حوالي 90% من البريطانيين الذين تربوا على التقاليد المسيحيَّة ما زالوا يعتبرون أنفسهم مسيحيين، في حين أنَّ النسبة المتبقيَّة معظمها لا تنتسب إلى ديانة. حوالي 3% من المسيحيين في المملكة المتحدة تربوا على تقاليد دينية غير مسيحيَّة وتحولوا للمسيحية لاحقاً.
وبحسب الدارسة قال 50% من المسيحيين البريطانيين أنَّ للدين أهميَّة في حياتهم، وقال 94% من المسيحيين البريطانيين المُداومين على حضور القداس أنهم يؤمنون بالله بالمقابل قال 74% من المسيحيين الإسميين ذلك. ويُداوم حوالي 25% من المسيحيين البريطانيين على حضور القداس على الأقل مرة في شهر، ويصوم حوالي 13% منهم خلال فترات الصوم، ويرتدي 20% الرموز المسيحيَّة، ويُقدم حوالي 21% منهم الصدقة أو العُشور، ويُشارك 10% معتقداتهم مع الآخرين، في حين أنَّ 48% من المسيحيين  يُداومون على الصلاة ويعتبر 49% منهم متدينين. كما وحصل 97% من مجمل المسيحيين البريطانيين على سر المعمودية، وقال 92% منهم أنه سيربي طفله على الديانة المسيحيَّة، يذكر أن حوالي 8% من غير المنتسبين لأي ديانة قال أنه سيربي طفله على الديانة المسيحيَّة. بحسب الدراسة أعرب حوالي 61% من البريطانيين المسيحيين بأنَّ هويتهم المسيحيَّة هي مصدر فخر واعتزاز بالنسبة لهم، ويوافق 43% منهم على التصريح أنَّ المسيحية هي عاملًا هامًا لكي تكون وطنيًا. وقال 88% منهم أنه يعرف «الكثير» عن المسيحية.
على المستوى الإجتماعي والسياسي قال 55% من البريطانيين المسيحيين أن الكنائس تلعب دور ايجابي في مساعدة الفقراء والمحتاجين، وعبرَّ 80% من المسيحيين المتلزمين للغاية عن وجهات نظر إيجابية للمؤسسات الدينية مقابل 38% من المسيحيين الأقل التزاماً. ورفض 79% من البريطانيين المسيحيين القول أنَّ «العِلم يجعل الدين غير ضروري في حياتي!»، كما وقال 4% من البريطانيين المسيحيين أن تعاليم المسيحيَّة تُروج للعنف مقابل 17% منهم قال أن تعاليم الإسلام تُروج للعنف، كما وقال حوالي 56% منهم أنه يعرف شخص يهودي على المستوى الشخصي، ويعرف حوالي 72% شخص ملحد على المستوى الشخصي، ويعرف حوالي 71% شخص مُسلم على المستوى الشخصي. وقال 26% من البريطانيين المسيحيين أنهم غير مستعدين لتقبل اليهود داخل عائلتهم، بالمقابل يقول 51% من البريطانيين الكاثوليك وحوالي 39% من البريطانيين البروتستانت بأنه غير مستعد لتقبل المسلمين داخل عائلتهم. يذكر أنه وفقاً لمركز بيو للأبحاث 97% من المسيحيين البريطانيين متزوجين من أشخاص من نفس الديانة.

## الطوائف المسيحية

### البروتستانتية

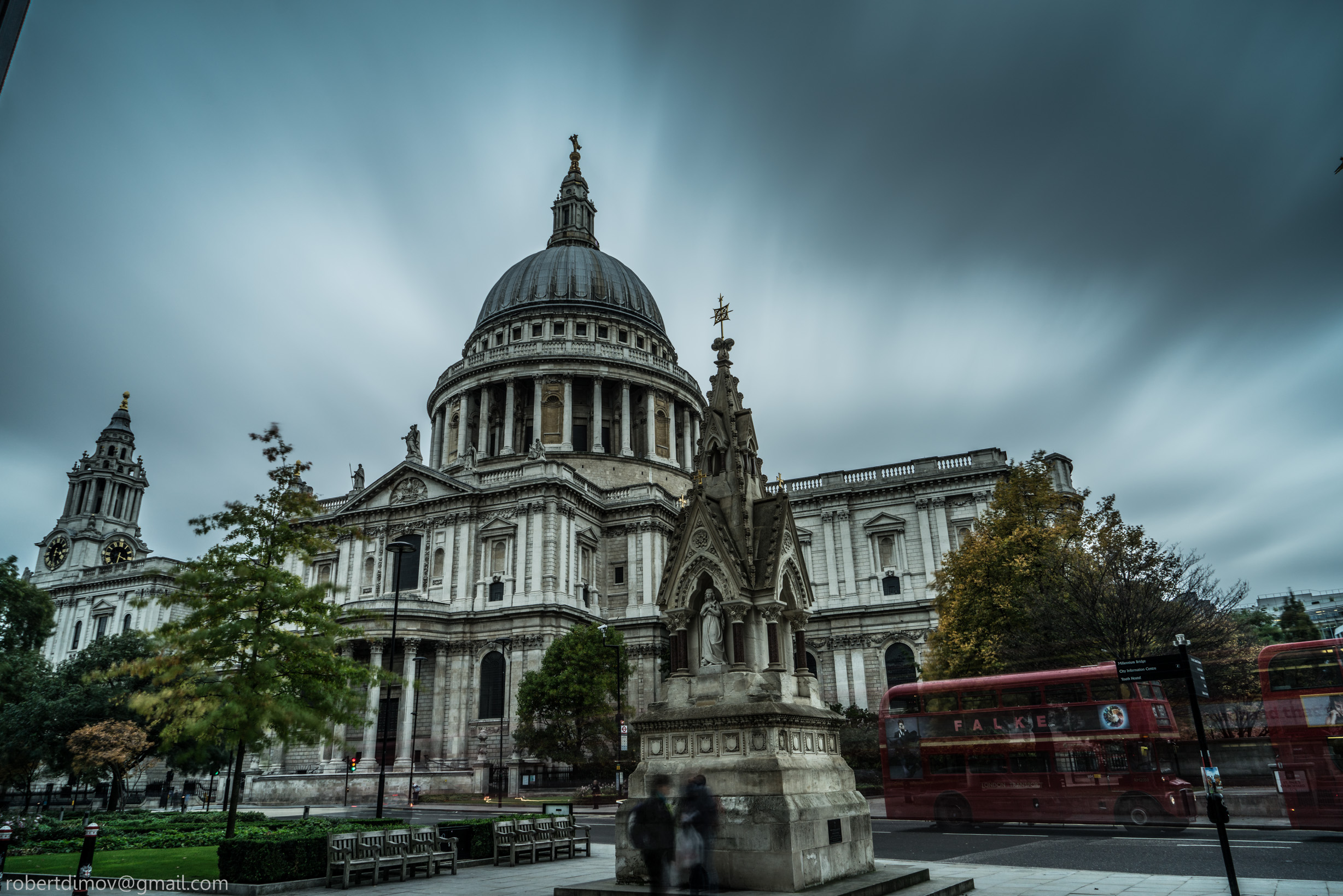
كاتدرائية القديس بولس في مدينة لندن.

كنيسة إنجلترا الأنجليكانية هي الكنيسة الوطنية  في إنجلترا. وتحتفظ في تمثيل في برلمان المملكة المتحدة، كما وتحمل الملكة إليزابيث الثانية لقب «حامي الإيمان» و«حامي العقيدة» والمقصود بها الإيمان المسيحي، وهي الرأس الأعلى للكنيسة الأنجليكانية. في اسكتلندا يتم اعتبار الكنيسة المشيخية في اسكتلندا على أنها الكنيسة الوطنية لاسكتلندا. الا أنها لا تخضع لسيطرة الدولة، ولا يتعتبر العاهل البريطاني عضو في الكنيسة. وعلى الرغم من عدم وجود بيانات على نطاق المملكة المتحدة بالنسبة لتعداد الطوائف المسسيحية الا أن منظمة CERI قدّرت أن 62% من المسيحيين هم أتباع الكنيسة الإنجليكانية، و13.5% رومان كاثوليك، و6% أتباغ الكنيسة المشيخية، و3.4% أتباع الميثودية مع عدد قليل من الطوائف البروتستانتية الأخرى أو الكنائس الأرثوذكسية.
وفقًا لدراسة نشرها مركز بيو للأبحاث عام 2017 تحت عنوان خمسة عقود بعد الإصلاح تبين أنَّ 11% من البروتستانت  البريطانيين قال أن للدين أهميَّة كبيرة في حياتهم، وقال 6% من البروتستانت البريطانيين أنه يُداوم على الصلاة يوميًا، وقال 9% من البروتستانت البريطانيين أنه يتردد على حضور القداس في الكنيسة على الأقل مرة في الأسبوع. ووجدت الدراسة أنه على الرغم من تاريخ الصراع والإنقسام الكاثوليكي والبروتستانتي؛ قال حوالي 98% من البروتستانت البريطانيين أنهم مستعدين لتقبل الكاثوليك كأفراد داخل عائلتهم، وقال 94% من البروتستانت البريطانيين أنهم يعرفون أفراد من الكاثوليك. وبحسب الدراسة قال 62% من البروتستانت البريطانيين أنَّ الإيمان والأعمال الصالحة هي ضروريَّة للحصول على الخلاص، وهي نظرة أقرب للاهوت الكنيسة الكاثوليكيَّة؛ في حين قال 27% من البروتستانت البريطانيين أنَّ الإيمان وحده هو ضروريَّ للحصول على الخلاص، وهي نظرة لاهوتيَّة من الفكر البروتستانتي والتي تقول أنّ الحصول على الخلاص أو غفران الخطايا هو هديّة مجانيّة ونعمة الله من خلال الإيمان بيسوع المسيح مخلصًا، وبالتالي ليس من شروط نيل الغفران القيام بأي عمل تكفيري أو صالح.

#### الأنجليكانية

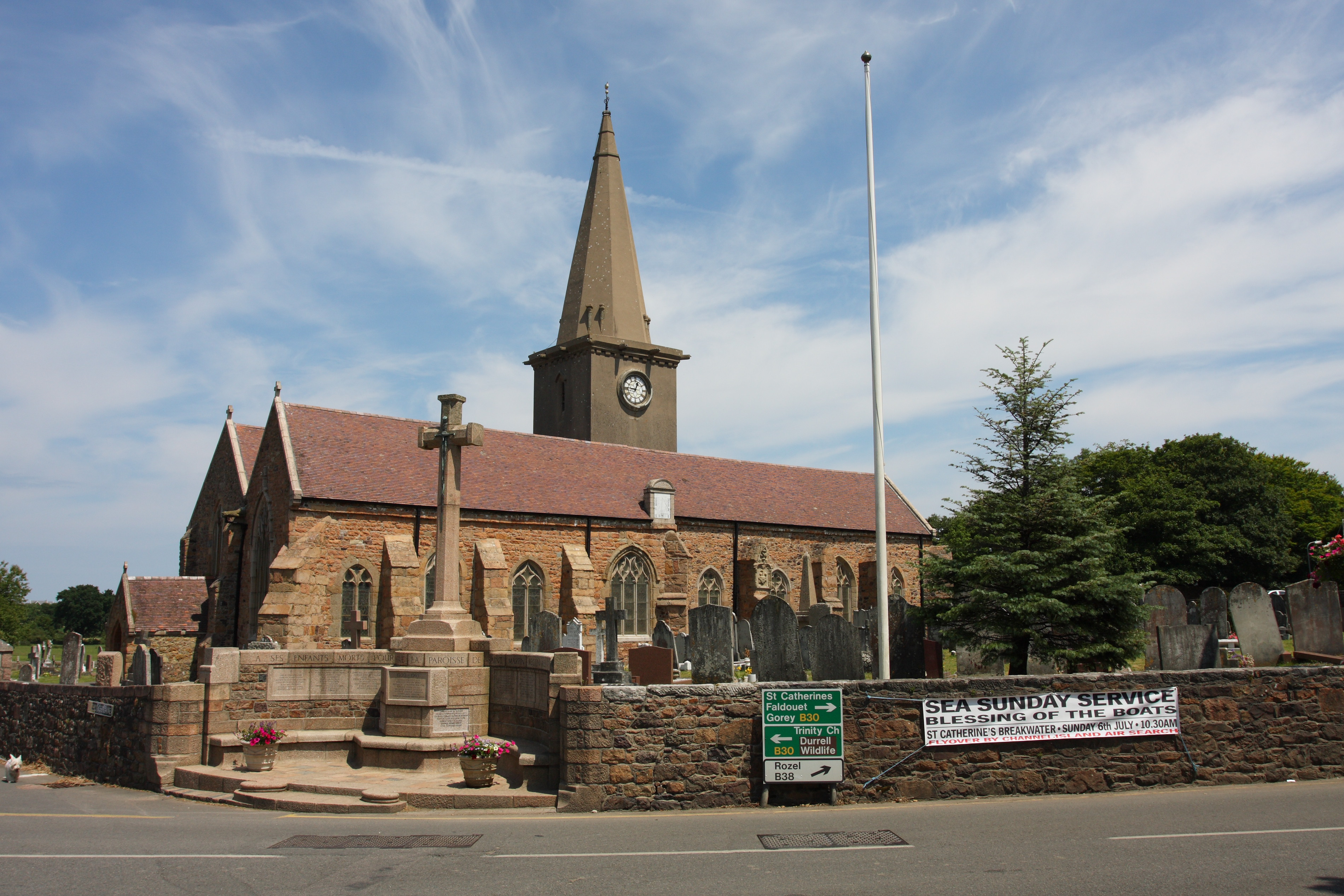
كنيسة القديس مارتن الأنجليكانيَّة في جيرزي.

كنيسة إنجلترا الأنجليكانية هي الكنيسة الرسمية لإنجلترا، مؤسساتياً الكنيسة في إنجلترا معدة لتكون مندمجة بشكل لا يتجزأ مع الأمة التي من حولها، ابتداءاً بنظام رعاية الرعية ووصولاً إلى خدمات التتويج الملكية. وتنقسم أبرشيات إنجلترا بين مقاطعتي كانتربري ويورك، ويرأس كلاهما رئيس أساقفة. وتَعتبر الكنيسة نفسها استمرارية للكنيسة الكاثوليكية التي دخلت البلاد مع أوغسطين خلال البعثة الغريغورية في القرن السادس إلى كينت، وقد أسهمت تسوية إليزابيث الدينية في تطوير الشكل الذي عليه الكنيسة الإنجليزية حاليًا وذلك من خلال اعتماد اللغة الإنجليزية في الصلوات وكتبها. في عام 2010 وصلت أعداد معتنقين كنيسة إنجلترا حوالي 25 مليون عضو معمّد من أصل 41 مليون مسيحي من سكان المملكة المتحدة البالغ عددهم حوالي 60 مليون نسمة، وذكر تقرير لبي بي سي في عام 2010 أن كنيسة إنجلترا الأنجليكانية ضمت حوالي 42% من السكان في المملكة المتحدة.
تُعتبر كنيسة ويلز وهي كنيسة أنجليكانية أكبر جماعة دينية في البلاد ويتبعها 206,000 شخص في عام 2015، منهم حوالي 52,021 شخص يواظب على التردد على الكنائس. وكانت الكنيسة جزء من كنيسة إنكلترا حتى انفصالها عام 1920 وأخذت صفة رسمية وذلك تحت القانون الكنسي لويلز عام 1914. وهيمنت كنيسة أيرلندا الأنجليكانية على المجالات السياسيَّة والإقتصاديَّة والإجتماعيَّة في أيرلندا الشمالية، وإحتلت الأسر الأنجليكانية منذ القرن السابع عشر وحتى القرن العشرين مراكز سياسية مرموقة وأصبحت عماد الطبقة الارستقراطية والبرجوازية والنخبة السياسيَّة في أيرلندا الشمالية. وشكل أتباع كنيسة أيرلندا الأنجليكانيَّة الطبقة الحاكمة والنخبة المثقفة فأسسوا جامعة دبلن واحتكروا دخول المؤسسات التعليمية والجامعيَّة الراقيَّة.
تُعد كنيسة إنجلترا الأنجليكانية الكنيسة الوطنية في جزيرة جيرزي فضلًا عن أنها دين الدولة، وأصبحت جيرزي تابعة إلى أبرشية وينشستر في عام 1569، وتحت حكم جيمس الأول ملك إنجلترا، أصحبت الكنيسة الأنجليكانية الشكل البروتستانتي السائد في جيرزي لتحل مكان المذهب الكالفيني. في عام 1620 تم تعيين ديفيد باندينل أول أسقف لجيرزي منذ الإصلاح البروتستانتي. تلاه اعتماد الجزيرة الأنجليكانية الدين الرسمي للجزيرة. في عام 2014 انتقلت الأبرشية، بعد خمسمائة عام، إلى سلطة أبرشية كانتربري. بحسب وفقًا للمسح الإجتماعي السنوي في جيرزي لعام 2015 حوالي 44% من المسيحيين في الجزيرة يتبعون الكنيسة الأنجليكانية. ومع بداية عصر الإصلاح البروتستانتي، قبلت السلطات الدينيَّة في جزيرة مان المذهب البروتستانتي، وأصبح سكان جزيرة مان تابعين للسلطة الدينية للملكية البريطانية وكنيسة إنجلترا. ولدى أبرشية مان تاريخ متواصل منذ عام 1541 إلى يومنا هذا مع كنيسة إنجلترا، من خلال الإرتباط بمقاطعة يورك.

#### المشيخية

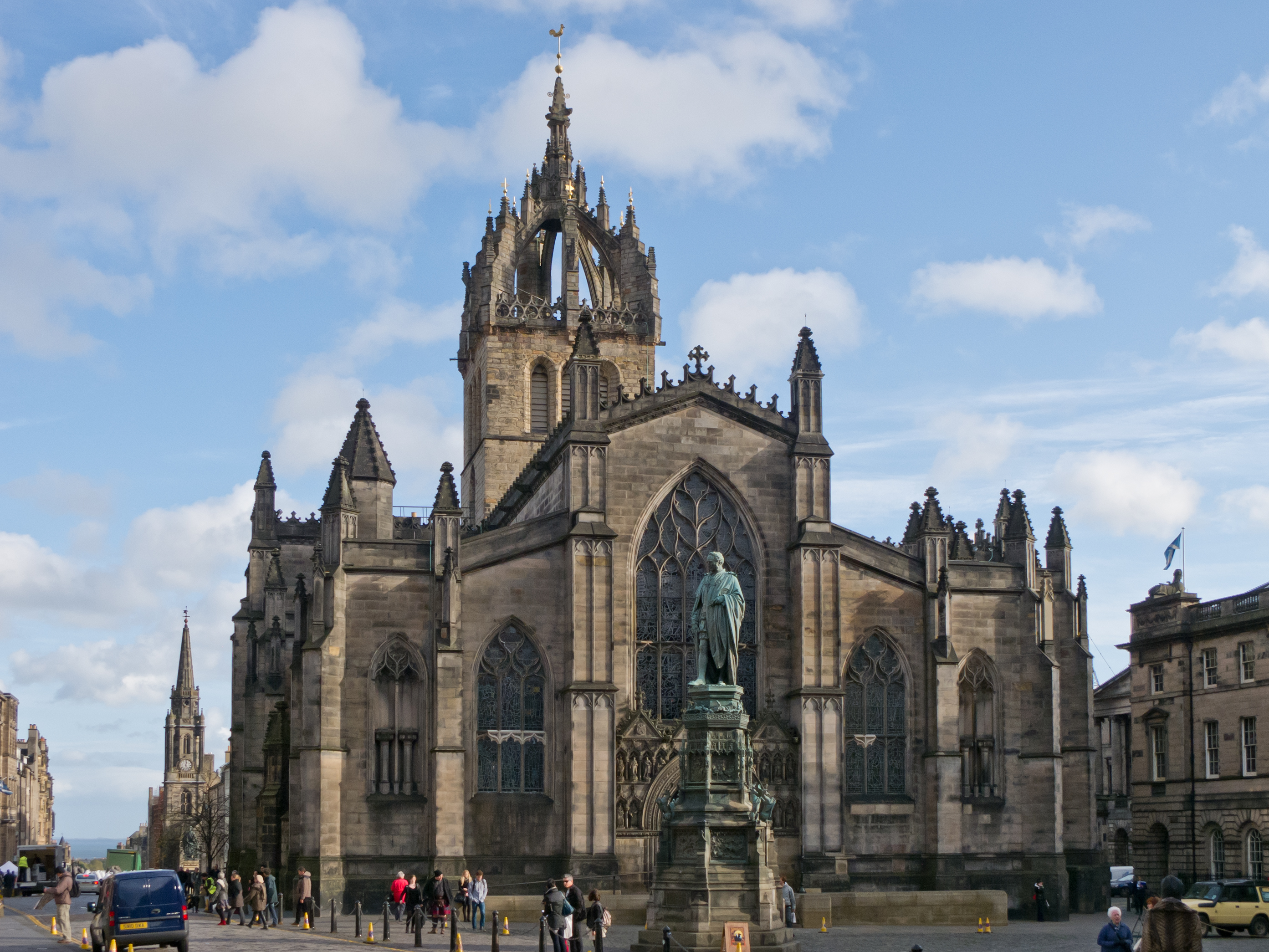
كاتدرائية القديس جايلز المشيخيَّة في مدينة أدنبرة: تعرف أيضًا باسم الكنيسة المشيخية الأم.

منذ الإصلاح البروتستانتي في اسكتلندا، وكنيسة اسكتلندا المشيخية والمعروفة باسم كيرك، هي الكنيسة الوطنية للشعب الاسكتلندي، وهي كنيسة بروتستانتية تتبع اللاهوت الكالفيني. ومنذ منذ عام 1689 كان للكنيسة نظام مشيخي حكومي، وتمتعت بإستقلالية عن الدولة. في عام 1921 وافق البرلمان البريطاني على قانون كنيسة اسكتلندا لعام 1921، معترفًا بالإستقلال الكامل للكنيسة في الأمور الروحيَّة، ونتيجة لهذا تم تمرير قانون اسكتلندا (الممتلكات والأوقاف) لعام 1925، وإعترف قانون 1921 بكنيسة كيرك ككنيسة وطنية وأصبح الملك عضوًا عاديًا في كنيسة اسكتلندا.
ترتبط الكنيسة المشيخية في أيرلندا الشمالية، ارتباطًا وثيقًا مع كنيسة اسكتلندا من حيث اللاهوت والتاريخ، هي ثاني أكبر طائفة بروتستانتية. ويتبعها من حيث العدد كنيسة أيرلندا (الانجليكانية) التي كانت الكنيسة الرسمية للدولة إلى أن تم تفكيكها من قبل الكنيسة الأيرلندية مع قانون 1869. 

#### الميثودية
تطور مذهب الميثودية من القرن الثامن عشر فصاعدًا، وقد وضع أسس مذهب الميثودية من قبل كل من جون ويزلي وشقيقه الأصغر تشارلز ويزلي كحركة داخل كنيسة إنجلترا، ولكن أصبحت طائفة منفصلة بعد وفاة جون ويزلي. ويعود تاريخ جيش الخلاص إلى عام 1865، عندما أسس ويليام وكاترين بوث الجماعة في شرق لندن. لا يزال مقرها الدولي في لندن، بالقرب من كاتدرائية القديس بولس. واختلف إحياء ويلز اختلف عن الإحياء الميثودي في إنجلترا حيث كان لاهوتها كالفينيًا بدلاً من الأرمنيانيَّة. بنى الميثاليين الويلزيين تدريجيًا شبكاتهم الخاصة، وهياكلهم، وحتى بيوت التقاءهم، والتي أدت في نهاية المطاف إلى انفصالهم عام 1811 وإنشاء الكنيسة المشيخية الميثودية الكلفينية في ويلز في عام 1823. وكان لحركة الإحياء الميثودية الويلزية تأثير أيضًا على الكنائس المعارضة والتي ضمت الكنيسة المعمدانية والتي شهدت بدورها أيضًا ظاهرة النمو والتجديد. ونتيجة لذلك، وبحلول منتصف القرن التاسع عشر، كانت ويلز في الغالب بلداً بروتستانتي غير أنجليكاني. وتأتي الكنيسة المثيودية كثالث أكبر كنيسة مسيحية في أيرلندا الشماليَّة.

### الكاثوليكية

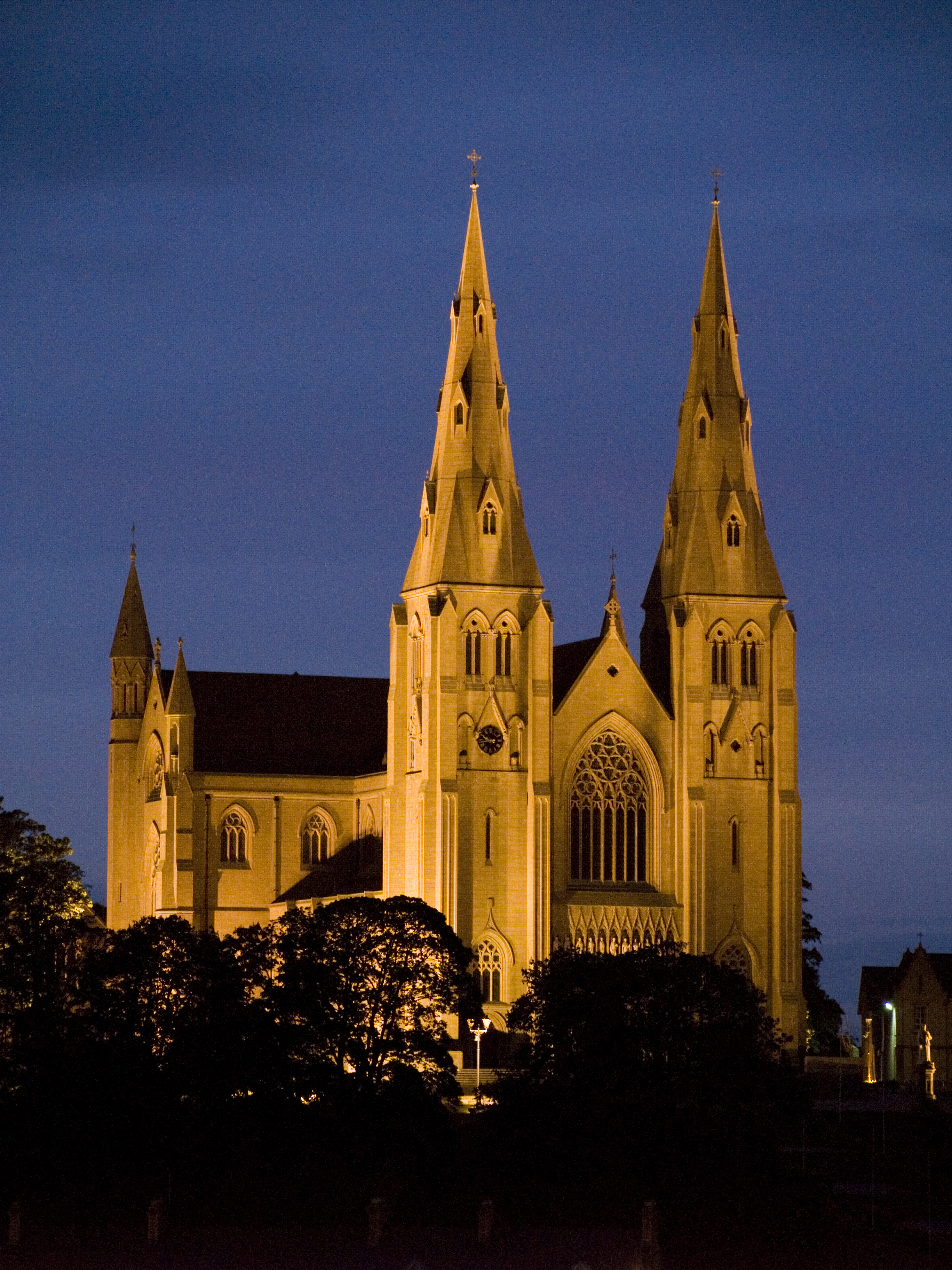
كاتدرائية القديس باتريك الكاثوليكيَّة في أرماه.

الكنيسة الكاثوليكية في المملكة المتحدة هي جزء من الكنيسة الكاثوليكية العالمية في ظل القيادة الروحية للبابا في روما. يعود حضور الكنيسة الكاثوليكية في البلاد إلى ما يقرب من ألف سنة من زمن أوغسطين كانتربري، وكانت الكنيسة الرسمية في البلاد حتى عام 1534، في عهد الملك هنري الثامن حيث تغير موقعها من خلال سلسلة من القوانين التشريعية بين عام 1533 وعام 1536. واستقلت الكنيسة عن الكرسي الرسولي لتصبح كنيسة إنجلترا، الكنيسة الوطنية في البلاد وليصبح هنري رئيسًا للكنيسة. تحت حكم ابن هنري، الملك إدوارد السادس، أصبحت كنيسة إنجلترا أكثر تأثرا بالحركة البروتستانتية الأوروبية.
في عام 1766، اعترف البابا بأن النظام الملكي الإنجليزي مشروعًا، وأدى ذلك في نهاية المطاف إلى قانون الإعلان عن قانون رفع الحظر والقيود على الكاثوليكية عام 1829. وقد أعاد البابا بيوس التاسع إنشاء الأبرشيات الكاثوليكية في عام 1850. وفي تعداد المملكة المتحدة لعام 2001 كان هناك 4.2 مليون كاثوليكي في إنكلترا وويلز، أي حوالي 8%. يذكر أنه على مدار مائة سنة، لم يمثل الكاثوليك سوى 4.8% من السكان. في عام 2009، وجد استطلاع إيبسوس موري أن 9.6% أو 5.2 مليون من الإنجليز والويلزيين من الكاثوليك. وتعد مدينة ليفربول «أكثر المدن الكاثوليكية» في إنجلترا، حيث يبلغ عدد سكانها الكاثوليك أكبر بكثير من أجزاء أخرى من إنجلترا. ولدى لدى اسكتلندا نسبة مهمة من السكان أتباع الكنيسة الرومانية الكاثوليكية، في عام 2009 كان يتبعها 19% من مجمل السكان ويتواجدون خاصًة في غرب البلاد. العديد من الكاثوليك هم من المتحدرين من المهاجرين الأيرلنديين والمهاجرين من المرتفعات الذين انتقلوا إلى المدن والبلدات في اسكتلندا خلال القرن التاسع عشر، بالإضافة إلى هؤلاء، هناك أعداد كبيرة من الإيطاليين، اللتوانيين، وذوي الأصول البولنديَّة. اليوم هناك حوالي 850,000 كاثوليكي في بلد يبلغ عدد سكانه 5.1 مليون نسمة. في عام 2011 فاق الكاثوليك عدد أتباع كنيسة اسكتلندا في أربعة مجالس إقليميَّة، بما في ذلك لاناركشير الشمالية، وإنفركليد، وغرب دونبارتونشير، ومدينة غلاسكو. الكنيسة الرومانية الكاثوليكية هي أكبر كنيسة في أيرلندا الشمالية من ناحية العدد وذلك على الرغم من وجود عدد أكبر من البروتستانت بشكل شامل (إن تم شمل كل المذاهب البروتستانتية مجتمعة).
وفقًا لدراسة نشرها مركز بيو للأبحاث عام 2017 تحت عنوان خمسة عقود بعد الإصلاح تبين أنَّ 10% من الكاثوليك البريطانيين قال أن للدين أهميَّة كبيرة في حياتهم، وقال 9% من الكاثوليك البريطانيين أنه يُداوم على الصلاة يوميًا، وقال 9% من الكاثوليك البريطانيين أنه يتردد على حضور القداس في الكنيسة على الأقل مرة في الأسبوع. ووجدت الدراسة أنه على الرغم من تاريخ الصراع والإنقسام الكاثوليكي والبروتستانتي؛ قال حوالي 89% من الكاثوليك البريطانيين أنهم مستعدين لتقبل البروتستانت كأفراد داخل عائلتهم، وقال 87% من الكاثوليك البريطانيين أنهم يعرفون أفراد من البروتستانت.

## أوضاع اجتماعية واقتصادية

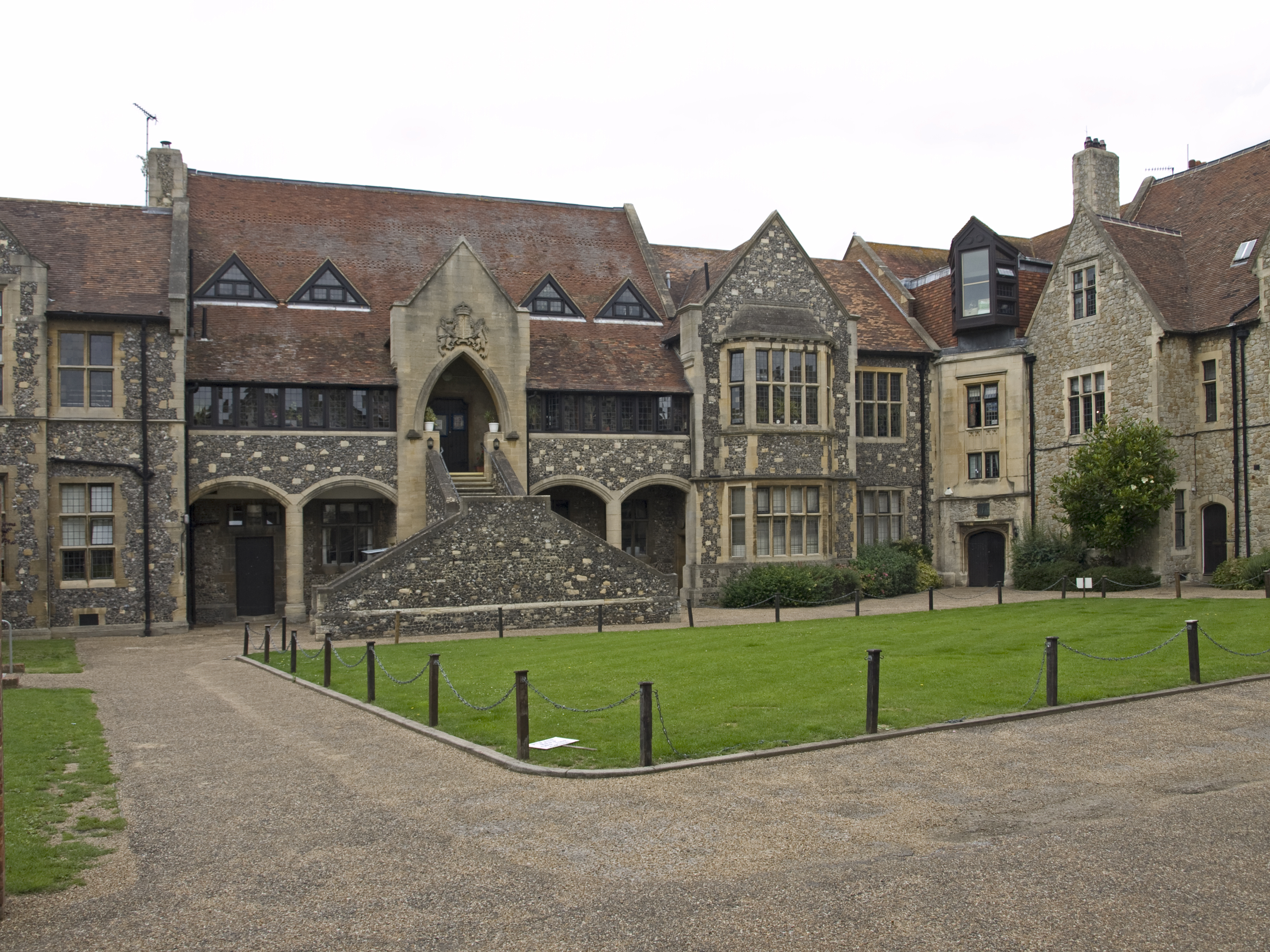
مدرسة كينج الأنجليكانيَّة في كانتربري؛ وهي من أعرق مدارس المملكة المتحدة.

بين عام 2003 وعام 2004 كان 15% من المسيحيين البريطانيين ليست لديهم مؤلات أكاديمية مقارنًة بحوالي 23% من السيخ وحوالي 31% من المسلمين.لا تتعدى نسبة العاطلين عن العمل بين المسيحيين البريطانيين 4% بالمقارنة بحوالي 14% بين المسلمين. نسبة العاطلين عن العمل بين النساء المسيحيات البريطانيات هي حوالي 4% مقارنًة بحوالي 15% بين النساء المسلمات و11% بين النساء الهندوسيات. بين عام 2003 وعام 2004 عمل حوالي 30% الرجال المسيحيين في بريطانيا في المهن الإداريَّة أو المهنيَّة الأكاديميَّة. الرجل المسيحي البريطاني أكثر عرضة من الرجل المُسلم والسيخي في العمل في وظائف أكاديمية وفي التجارة وأقل احتمالاً أن يعمل في الوظائف التي تتطلب مهارات متدنية. تقريبًا هناك طبيب مسيحي لكل 200 مسيحي في بريطانيا. بين عام 2003 وعام 2004 بلغ معدل البطالة بين الرجال الكاثوليك حوالي 9% بالمقارنة مع 5% للرجال البروتستانت. وبلغت معدلات البطالة بين النساء حوالي 6% للكاثوليك مقارنة مع 3% للبروتستانت. بالنسبة لمعظم الفئات العمرية كان هناك فارق صغير بين الكاثوليك والبروتستانت في التحصيل العلمي.
حسب دراسة تعود لعام 2006 كانت الأسر اليهودية والمسيحية البريطانية الأكثر احتمالاً لإمتلاك منازلهم، بحوالي 40% و32% على التوالي. وتبلغ نسبة الأجيال 65 وما فوق بين المسيحيين حوالي 19% وبين اليهود حوالي 22% وهي النسبة الأعلى مقارنة بباقي المجموعات الدينية. ولدى المسيحيون البريطانيين اقل معدل ولادة (2.3) في حين أن لدى المسلمين في بريطانيا أعلى معدل ولادة (3.8).  وفقاً لمكتب المملكة المتحدة للإحصاءات الوطنية ثالث الجماعات الدينية الأكثر ثراءاً، بعد اليهود والسيخ، وسجل المسيحيين متوسط ثروة صافية يبلغ 223,000 جنيه إسترليني عام 2006. كما كان للمسيحيين البريطانيين ثاني أدنى مستويات الفقر لمجموعة دينية على مدى أكثر من عشرين عاماً بعد اليهود البريطانيين، وفي عام 2006 ارتاد حوالي 45% من الشباب المسيحي البريطاني الجامعة مقارنًة بحوالي 32% من الشباب اللاديني.

## التأثير الثقافي والحضاري

### الهوية

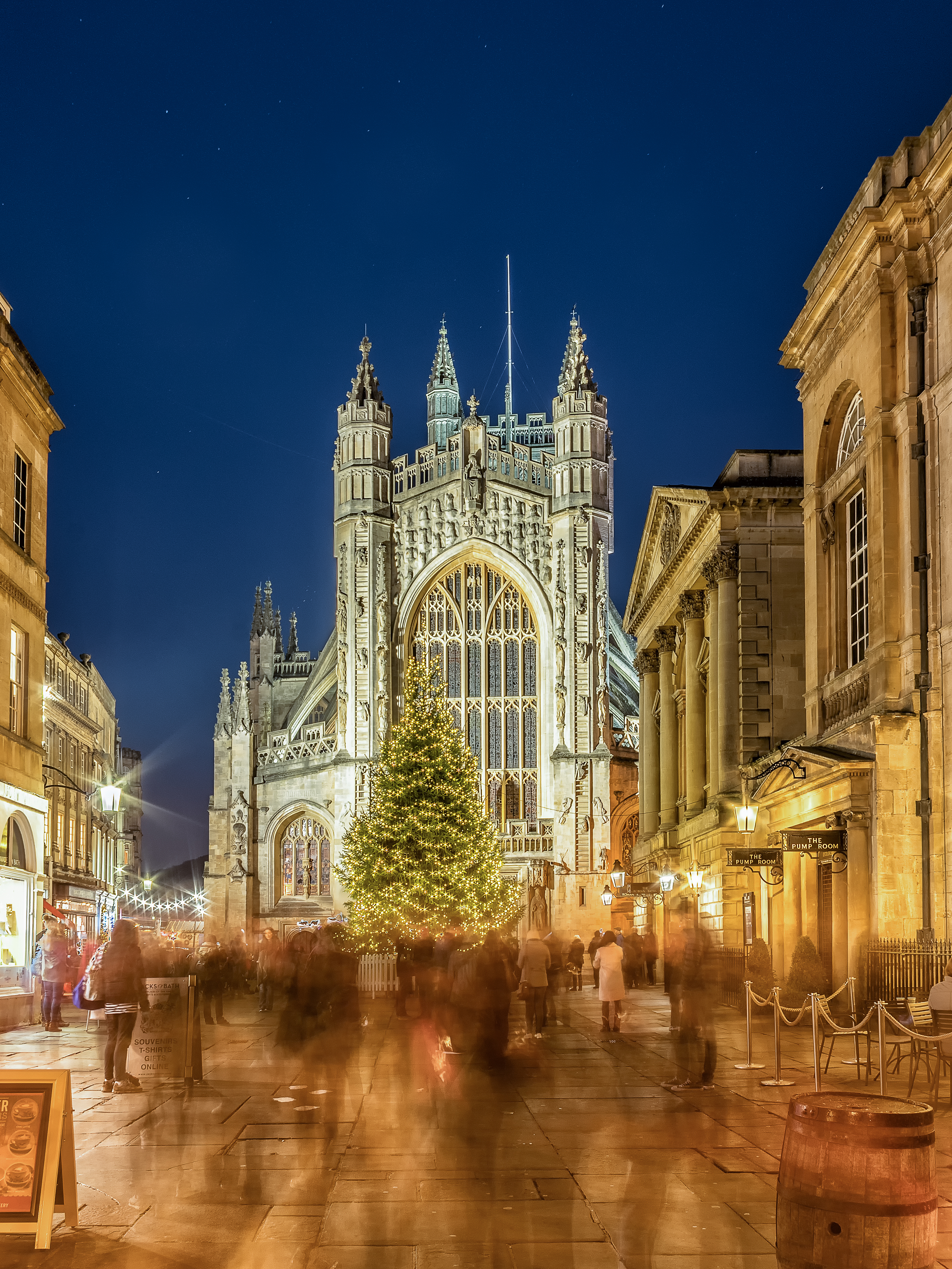
دير باث: ارتبطت الهوية البريطانيَّة «مرتبطة ارتباطًا وثيقًا بالبروتستانتية» خلال نشأة الإمبراطورية البريطانية.

في فترة نشأة مملكة بريطانيا العظمى، كانت الهوية البريطانيَّة «مرتبطة ارتباطًا وثيقًا بالبروتستانتية». وفقاً للباحث بيترفان درفير تعتبر المسيحية مكوّناً أسياسياً في الثقافة البريطانية، وبحسب الباحث هيوماكليود كان للبروتستانتية دور مركزي في تشكيل الهوية القومية لبريطانيا، والتي كانت تعرّف بأنها دولة مسيحية - بروتستانتية مزدهرة ومتحضرة. وفقاً للباحث  بيترفان درفير اعتقد كثر من الناس في خلال القرن التاسع عشر أنَّ الجوانب الخمسة للهوية القومية البريطانية مُترابطة، وأن ما يربطها هو البروتستانتية. وقد أسهمت الكنائس ومدارس الأحد والمدارس اليومية وطيف واسع من الصحافة في دعم هذا الاعتقاد. وقد نجح البروتستانت المتشدّدون في تثبيت جذور عميقة في الأماكن التي كان فيها عدد كبير من السكان الكاثوليك المحليين، الذين يمكن أن يشكّلوا تهديداً مباشراً وواضحاً.وكان المثل الأبرز للتأثير المتزايد للأفكار العرقية وللاحتقار المتزايد لعدم التسامح الديني الظاهر، يتمثل بالحملة ضد الهجرة الإيرلندية الكاثوليكية التي قامت بها مجموعة مؤثّرة من رجال دين كنيسة اسكتلندا في عشرينيات القرن العشرين.
لكن، في مرحلة لاحقة، حصلت انقسامات عميقة ضمن البروتستانتية البريطانية. وكان الإنقسام الديني الأكبر بين البروتستانت المنتمين إلى الكنائس القائمة، وهؤلاء المنتمين إلى الكنائس أو المصلّيات الحرّة. وعلى الرغم من تراجع العدد في عضوية الكنيسة البروتستانتية وفي الحضور الذي يرتادها في أوائل القرن العشرين، فإن الأغلبيَّة الساحقة من السكان استمرّت في اعتبار نفسها بروتستانتية. كما أسهمت عوامل في تراجع أهمية البروتستانتية كركيزة أسياسيَّة للهوية القومية في بريطانيا، ومنها تقسيم إيرلندا في عام 1921، وابتعاد البروتستانتية عن الصراعات العالمية التي كانت بريطانيا مشتركة فيها؛ ففي الحرب العالمية الأولى، مثلاً، لم يكن للاختلافات الدينية أي علاقة بنمط التحالفات والعداءات القائمة.
في الحرب العالمية الثانية، ساعد المفهوم الشائع أن بريطانيا كانت تخوض حرباً من أجل الحضارة المسيحية ضد النازيين «الملحدين»، في تقديم حافز إيجابي لوجود هدف مشترك بين الكاثوليك والبروتستانت والمتحمسين لارتياد الكنائس وهؤلاء الذين يقفون على هامشها. وأبقت النماذج البروتستانتية المحدّدة للهوية القومية على حيويتها وتأثيرها حتى خلال القرن التاسع عشر. لكن المناقشات في المؤتمر الكنسي في عام 1898، وما تلاه من مجادلات داخل المجتمع البريطاني، وخاصة عبر الصحف المؤثّرة في الرأي العام، أدّت إلى سقوط الادّعاء بأن الازدهار كان نتيجة البروتستانتية، حيث كان اثنان من أكثر أجزاء العالم تقدماً من الناحية الاقتصادية، بلجيكا وبلاد الراين، بلدين كاثوليكيين في الأساس؛ كما لم يعد الادّعاء البروتستانتي بامتلاك الحقيقة الكاملة يحمل أيّ قيمة.
وفي نهاية القرن التاسع عشر، كان الداعمون للقومية البروتستانتية يخسرون بعض نفوذهم، فيما بقيت بريطانيا مزدهرة بكلّ المقاييس؛ لكنها خسرت موقعها الاقتصادي المسيطر، ولم يعد في استطاعتها الادّعاء بأنها مسيحيَّة بشكل فريد. لقد اعتبر منظّرو العِرق الفيكتوري أن القدرة على تمدين الآخرين كانت علامة أساسية للقدرات الإثنولوجية المتطورة. وكان الأمر المحوري للفكر الاستعماري منصباً على أن البريطانيين جلبوا نِعمَ الحضارة الحديثة إلى الهند، على نحوٍ خاص، من خلال فوائد قيمهم المسيحية المفترض تفوّقها.

### الملكية

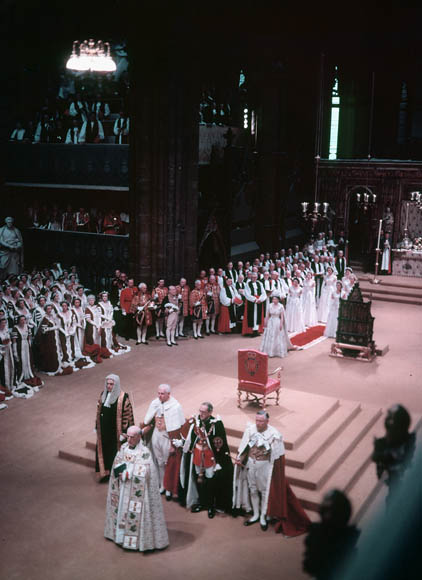
صورة من حفل تتويج الملكة إليزابيث الثانية في كنيسة وستمنستر.

مع نشوء البروتستانتية شهدت أوروبا ميلاد الكنائس القومية المستقلة كما هو الحال في السويد والنرويج وهولندا وإنكلترا حيث يكون الملك رأس الكنيسة، وتسمى هذه الكنائس بالكنائس البروتستانتية الأسقفية. إتخذت الملكية في المملكة المتحدة لقب «حامي الإيمان» (باللاتينية: Rex Christianissimus)، اليوم الملكة إليزابيث الثانية تحمل لقب «حامي الإيمان» و«حامي العقيدة» والمقصود بها الإيمان المسيحي، والحاكم الأعلى للكنيسة الأنجليكانية. إذ يحمل العاهل البريطاني لقب الحاكم الأعلى لكنيسة إنجلترا، وهو لقب يدل على القيادة الاسميَّة لكنيسة إنجلترا. وعلى الرغم من أن سلطة الملك على كنيسة إنجلترا هي شرفيَّة إلى حد كبير، إلا أنَّ اللقب ذو أهمية رمزية بالنسبة للكنيسة. ويُعيِّن الحاكم الأعلى رسميَّا الأعضاء رفيعي المستوى في الكنيسة بناءًا على نصيحة رئيس وزراء المملكة المتحدة.
يُجري عادةً رئيس أساقفة كانتربري مراسيم احتفالات تتويج ملوك بريطانيا لما له من أسبقية على كل رجال الدين المسيحي والشعب ماعدا أفراد العائلة المالكة. وفي حالة غيابه يختار الملك أسقف آخر ليحل محله. لكن هناك عدة استثناءات لهذه القاعدة؛ فرئيس أساقفة يورك أجرى مراسيم تتويج وليم الأول؛ لأن رئيس أساقفة كانتربري عينه أنتي بوب( البابا المزيف) بنيديكت العاشر. بالتالي، لم يعترف البابا بتعيينه. وأجرى مراسيم تتويج إدوارد الثاني رئيس أساقفة وينشستر؛ لأن إدوارد الأول عزل رئيس أساقفة كانتربري. كما رفضت ماري الأولى –كاثوليكية- أن يجري مراسيم تتويجها توماس كرنمر-رئيس أساقفة كانتربري البروتستانتي، لذا أجراه رئيس أساقفة وينشستر. وأخيرًا، عندما عُزِل جيمس الثاني وحلّ محله وليم الثالث وماري الثانية بصفتهم ملوك متشاركي الحكم، رفض رئيس أساقفة كانتربري الاعتراف بهما ملكين؛ فأجرى المراسيم أسقف لندن. لهذا، في معظم الحالات التي لا يجري فيها رئيس أساقفة كانتربري المراسم، يحل محله أحد كبار جال الدين المسيحي حسب الأسبقية وهي كالتالي: رئيس أساقفة يورك، ثم أسقف لندن، ثم أسقف درهام، ثم أسقف وينشستر. كما أجرى أسقف كارلايل مراسيم تتويج إليزابيث الأولى (لم تول له الأسقفية أسبقية خاصة) وإنما فعل ذلك؛ لأن كبار الأساقفة كانوا «إما متوفيين، أو كبار جدًا في السن وعجزة، أو غير راغبين في إجراء المراسم».

### رعاة المملكة المتحدة
شفيع إنجلترا هو القديس جرجس، وهو يمثل في العلم الوطني، فضلاً عن علم الاتحاد كجزء من مجموعة. القديس باتريك وهو شفيع إيرلندا الشمالية وأندراوس هو شفيع اسكتلندا ووفقًا للتقاليد المسيحية يعتبر القديس ديفيد شفيع ويلز. هناك العديد من القديسين البريطانيين الآخرين أمثال كوثبرت، ألبان، ويلفريد، ايدان، إدوارد المعترف، جون فيشر، توماس مور، بيتروك، بيران، مارغريت كليثرو، وتوماس بيكيت.

### العلم
يتكون علم المملكة المتحدة من صليب أحمر القديس جرجس وهو شفيع انكلترا محاط بإطار أبيض الذي يشكل صليب القديس باتريك وهو شفيع إيرلندا الشمالية. بالإضافة إلى صليب قطري بشكل إشارة أكس X الذي يكّون صليب القديس أندراوس شفيع اسكتلندا. وفقًا للتقاليد المسيحية يعتبر القديس ديفيد شفيع ويلز.

### الأعياد

#### الجمعة العظيمة

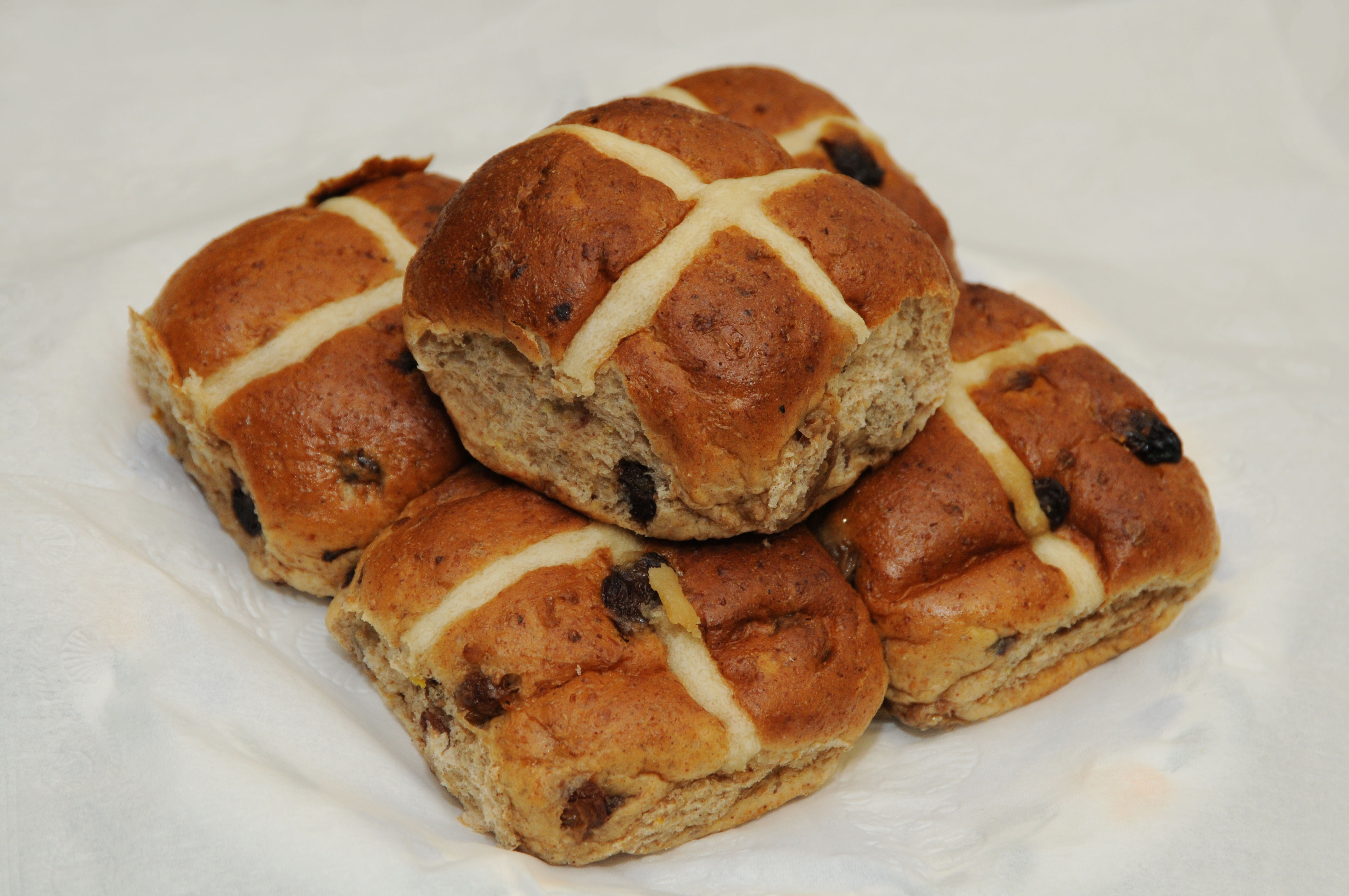
كعك الصليل؛ وهو من تقاليد الجمعة العظيمة في المملكة المتحدة.

في المملكة المتحدة إلى جانب الدول ذات الثقافة البروتستانتية يؤكل كعك خاص في المناسبة فضلًا يتم إغلاق المحال التجاريّة خاصًة محال بيع الكحول ويتم إيقاف كافة البرامج الكوميديَّة في الإذاعة والتلفاز.

#### الثلاثاء البدين
الثلاثاء البدين هي مناسبة سنوية تحل في يوم الثلاثاء من كل عام الذي يسبق أربعاء الرماد، ويتم فيه الأكل بكل شراهة حيث أن هذا اليوم هو اليوم الأخير قبل الصوم الكبير طبقًا للعقيدة المسيحية.
يرافق احتفالات يوم الثلاثاء البدين يوم فطائر بان كيك الذي يصادف قبل يوم من انطلاق الصوم لدى المسيحيين، ويُطلق على هذا اليوم بالإنجليزية اسم «Shrove Tuesday»، وهذه التسمية تعادل ما يعرف لدى المسيحيين في المنطقة الشرق أوسطية بيوم أحد المرفع، آخر يوم أحد قبل بدء الصوم والامتناع عن أكل كثير من المأكولات بما فيها الحلوى واللحوم. حيث أنّ البانكيك هي رمز البدء بالصوم لدى المسيحيين ويعرف يوم البانكيك باسم Shrove Tuesday وفعل Shrive يعني: الإعتراف. لأنه في الماضي كانت هذه المناسبة دينية بحتة وكان يتعين على المسيحيين القيام بفرض الاعتراف قبل البدء بالصوم. من تقاليد اليوم أن تقوم النساء في عدة بلدان مثل بريطانيا بسباق البانكيك وهن يحملن المقالي في أياديهن ويقمن بتقليب الفطيرة لغاية نقطة الوصول إلى نهاية السباق. تؤكل حلويات وكعك السيملا على شرف هذه المناسبة.

### عيد الميلاد

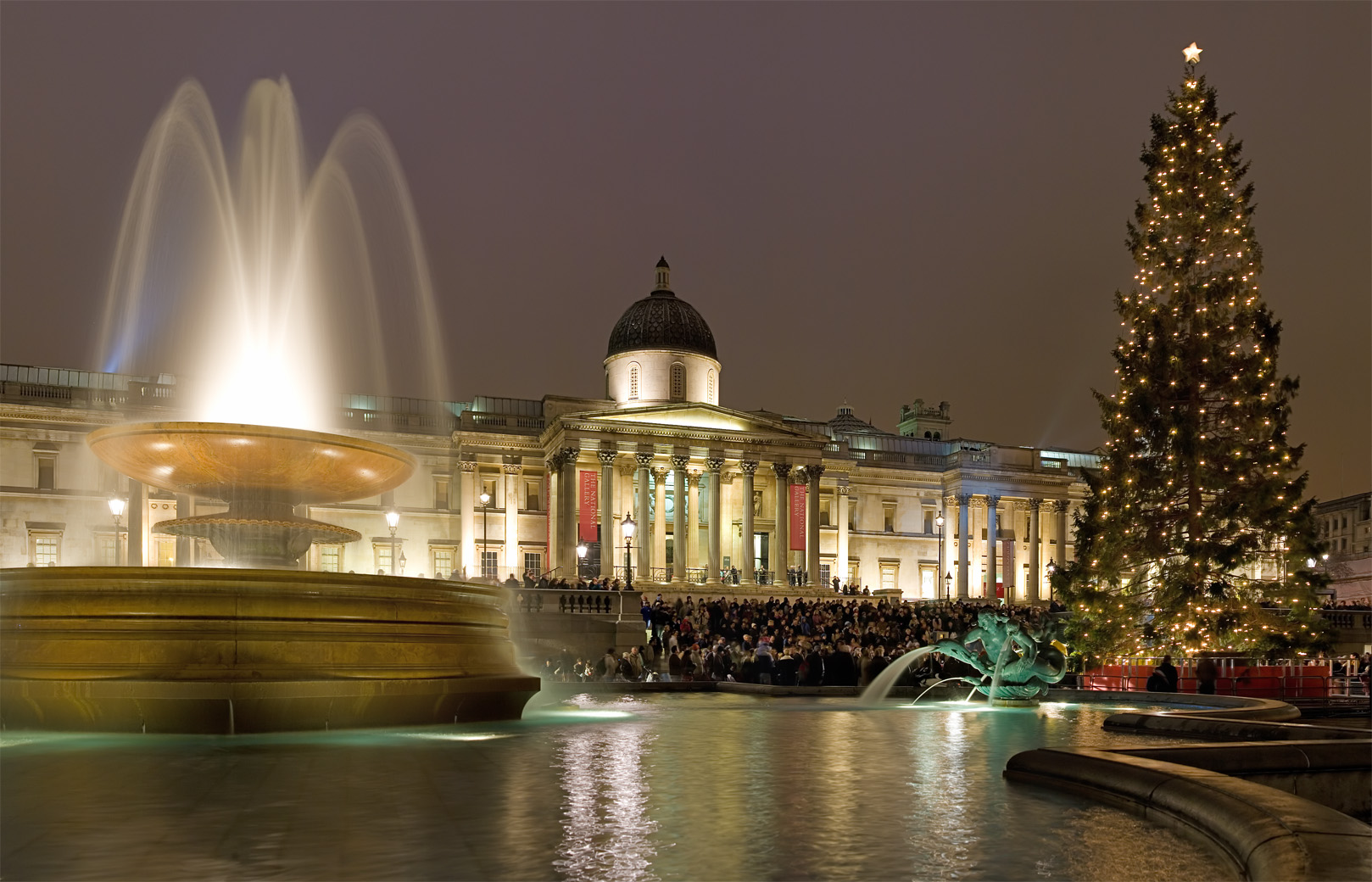
شجرة عيد الميلاد تتوسط ميدان ترفلغار.

في أوائل القرن التاسع عشر، ساهمت عدد من الروايات في إعادة شعبية عيد الميلاد مثل كتب تشارلز ديكنز وروايته «ترنيمة الميلاد» (بالإنجليزية: Christmas's carol) والتي حققت شهرة واسعة وساعدت في إحياء «الروح» لعيد الميلاد.
خلال القرن التاسع عشر، أخذ العيد يأخذ إلى جانب طابعه الديني طابع أنه عيد الأسرة كمؤسسة واحدة متضامنة، وحسن النية والرحمة والكرم سيما مع ترسيخ الظواهر الاجتماعية للعيد، كالاجتماعات العائلية وتناول عشاء الميلاد والرقص وسماع الموسيقى والألعاب وتزيين المنازل والساحات العامة، علمًا أن عادة وضع الشجرة قد اشتهرت خلال هذه الفترة بعد أن قامت فيكتوريا ملكة المملكة المتحدة بنصبها في البلاط الملكي؛ كما أثارت صورة العائلة المالكة مع شجرة عيد الميلاد في قصر وندسور ضجة كبيرة حين نشرت الصورة في الصحف الإنكليزية والعالمية عام 1848.
يبدأ المملكة المتحدة التحضير للعيد من منتصف شهر نوفمبر، وهو الوقت الذي يتم به تزيين الشوارع والساحات بأضواء وأشجار عيد الميلاد.

### التعليم والعلوم

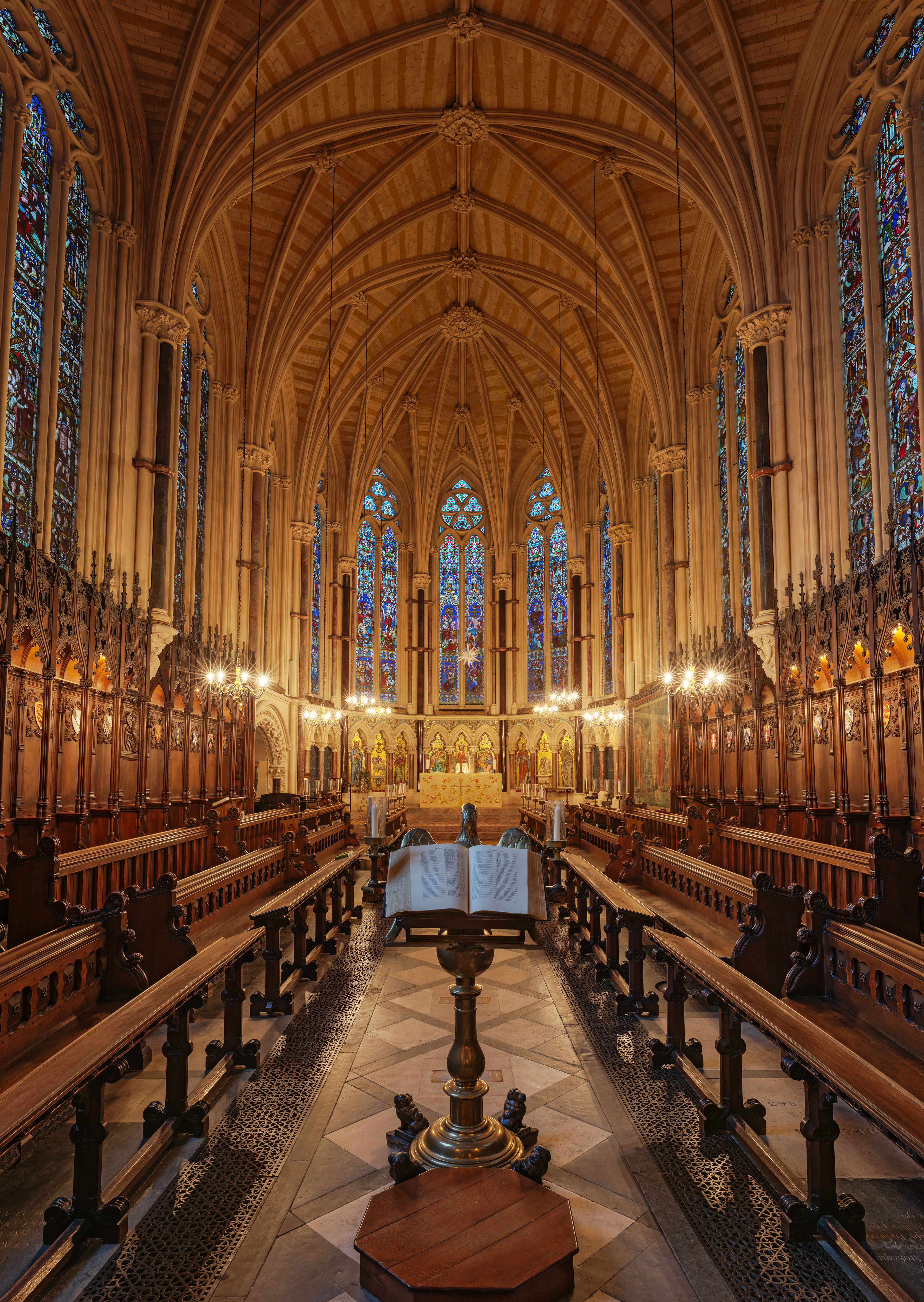
كنيسة كلية إكسيتر التابعة لجامعة أوكسفورد، إحدى اقدم جامعات في أوروبا والتي بدأت كمدرسة كاتدرائية.

خلال القرون الوسطى أعطت الكنيسة قوة دافعة في مجال التعليم، فقد ظهرت مدارس قرب الكنائس والكتدرائيات، ودعيت بمدارس الكاتدرائية. وكانت هذه المداراس مراكز للتعليم المتقدم، وبعض من هذه المدارس أصبحت في نهاية المطاف الجامعات الأولى في الغرب. وأُعتبرت مدرسة دير وستمنستر أكثر المدارس شهرةً وتأثيرًا في بريطانيا. مع ظهور مدارس الكاتدرائية في أوائل القرون الوسطى تحولت هذه المؤسسات إلى مراكز تعليم متقدمة، ومتطورة في كثير من الأحيان وشكلت نقطة انطلاق لكثير من الإنجازات في أوروبا الغربية وفي وقت لاحق شجعت على حرية البحث وخرّجت مجموعة كبيرة ومتنوعة من العلماء والفلاسفة. بدأت جامعة أوكسفورد وجامعة كامبردج  كمدرسة كتدرائية أو مدرسة رهبانية ثم سرعان مإنفصلت مع زيادة عدد الطلاب.
في عام 2011 كان حوالي ثلث المدارس في إنجلترا وويلز البالغ عددها 20,000 مدرسة هي مدارس دينية، أي حوالي 7,000 مدرسة منها 68% مدرسة تدار من قبل كنيسة إنكلترا وحوالي 30% مدارس كاثوليكية. لا تزال كنيسة إنجلترا لها دور في الحياة الأكاديمية الإنجليزية من خلال المدارس الكنسيّة أو مدارس الإيمان. في عام 2012 كانت 23.1% من جميع الأكاديميات في إنكلترا مدارس كنسيَّة، أي حوالي 6,830 مؤسسة. واعتباراً من فبراير عام 2017، كان هناك 3,731 مدرسة وحوالي 906 أكاديمية في إنجلترا تابعة لكنيسة إنجلترا. وما يقرب من ربع جميع المدارس الابتدائية في إنجلترا هي مدارس تابعة لكنيسة إنجلترا، ودرس فيها 15 مليون شخص في إنجلترا. إلى جانب ذلك تلعب كنيسة إنجلترا دوراً هاماً في الحياة الدينية في جامعة أكسفورد وجامعة كامبريدج، من خلال كنيسة كلية إكسيتر وكنيسة القديسة مريم العذراء الجامعيَّة في أكسفورد، وكنيسة القديسة مريم العظيمة الجامعيَّة وكنيسة كلية الملك في كامبريج. وتملك كنيسة اسكتلندا المشيخية مصلى المخلص في جامعة سانت أندروز، ومصلى جامعة غلاسكو.
استنادًا إلى روبرت ميرتون فإن العلاقة بين الانتماء الديني والاهتمام بالعلم هو نتيجة لتضافر كبير بين القيم البروتستانتية وتلك في العلوم الحديثة. وقد شجعت القيم البروتستانتية على البحث العلمي من خلال السماح بالعلم لتحديد تأثير الله على العالم، وبالتالي يتم تقديم مبررات دينية لأغراض البحث العلمي.
وتاريخيًا فالبروتستانتية لم تدخل في صراع مع العلم. وكان روبرت ميرتون قد أسند نظريته بسبب كون أغلب العلماء في الجمعية الملكية وهي من المؤسسات العلمية المرموقة من البروتستانت.
وبحسب أطروحة روبرت ميرتون ساهم أيضًا عدد من أتباع الحركات البروتستانتية التطهيرية (أو البيوريتانيَّة) والتقويَّة في الإستقلالية الفكرية وتوفير الأدوات الفكرية والقيم الهامة للعلم. وكمثال على ذلك، تحدت حركة التقويَّة العقيدة الأرثوذكسيَّة عن طريق وسائل صيغ جديدة: أكتسبت المجلات الدورية اكتسبت أهمية مقابل الأطروحة الواحدة، وحل النقاش التنافسي محل الجدل التقليدي، والذي الذي حاول الحصول على المعارف الجديدة بدلاً من الدفاع عن الأطروحة الأرثوذكسية. وهو جزء من تأثير حركة التقوية التي أدت إلى الحداثة.
وكان قد سبقه عدد من الباحثين في اعتبار أخلاق العمل البروتستانتية كقيم الموثوقية، والادخار، والتواضع، والصدق، والمثابرة والتسامح، كأحد أسباب نشأة الثورة الصناعية في المملكة المتحدة. وسببًا لتطور المجتمع اقتصاديًا ودافع لتطوير العلوم وواحدة من المحركات الدافعة لبنية المجتمع العلمي، كون البروتستانتية تركز على الاجتهاد وتعطي مكانة مميزة للدراسة والمعرفة والعقل.